# Chicago Bulls
Chicago Bulls là một đội bóng rổ chuyên nghiệp Mỹ có trụ sở tại Chicago, Illinois. The Bulls thi đấu tại giải vô địch của Hiệp hội Bóng rổ Quốc gia (NBA) là thành viên của Nhóm các đội miền Đông Trung Bộ (Eastern Conference Central Division). Đội được thành lập ngày 16 tháng 1 năm 1966 với sân nhà tại Trung tâm United, chia sẻ cùng đội Chicago Blackhawks của National Hockey League (NHL). Bulls đạt đỉnh vinh quang trong những năm 1990, trở thành một trong những đội bóng vĩ đại nhất của NBA, giành 6 danh hiệu vô địch NBA từ 1991 tới 1998 với hai chuỗi 3 năm liên tiếp. Tất cả 6 chức vô địch đều gắn liền với các cầu thủ ngôi sao Michael Jordan, Scottie Pippen và huấn luyện viên Phil Jackson. Bulls là đội bóng duy nhất trong lịch sử NBA giành chiến thắng trong tổng số tất cả các lần tham dự NBA Finals của mình.

## Lịch sử

### 1966-1975: Sự hình thành và thành công đến sớm
Vào ngày 16 tháng 1 năm 1966, Chicago đã được National Basketball Association cho phép thành lập 1 đội bóng với tên gọi là Bulls. Chicago Bulls đã trở thành thương hiệu thể thao thứ 3 trong thành phố, sau Chicago Stags (1946–1950) và Chicago Packers/Zephyrs (1961–1963, bây giờ là Washington Wizards). Nhà sáng lập Bulls, Dick Klein, là chủ sở hữu duy nhất của Bulls từng chơi bóng rổ chuyên nghiệp (cho Chicago American Gears). Ông từng là chủ tịch và tổng giám đốc của Bulls trong những năm đầu tiên của họ.
Sau kỳ NBA Draft Mở rộng 1966, đội Chicago Bulls mới thành lập được phép mua các cầu thủ từ các đội đã thành lập trước đó trong giải đấu cho mùa giải 1966–67 sắp tới. Đội bắt đầu trong mùa giải NBA 1966–67 và đạt kỷ lục 33–48, thành tích tốt nhất của một đội mở rộng (Expansion Team) trong lịch sử NBA. Được huấn luyện bởi cựu ngôi sao NBA và là một người Chicago Johnny "Red" Kerr, và được dẫn dắt bởi NBA assist leader Guy Rodgers, hậu vệ Jerry Sloan và tiền phong Bob Boozer, Bulls đủ điều kiện tham dự vòng loại trực tiếp, đội NBA duy nhất làm được như vậy trong mùa giải đầu tiên.

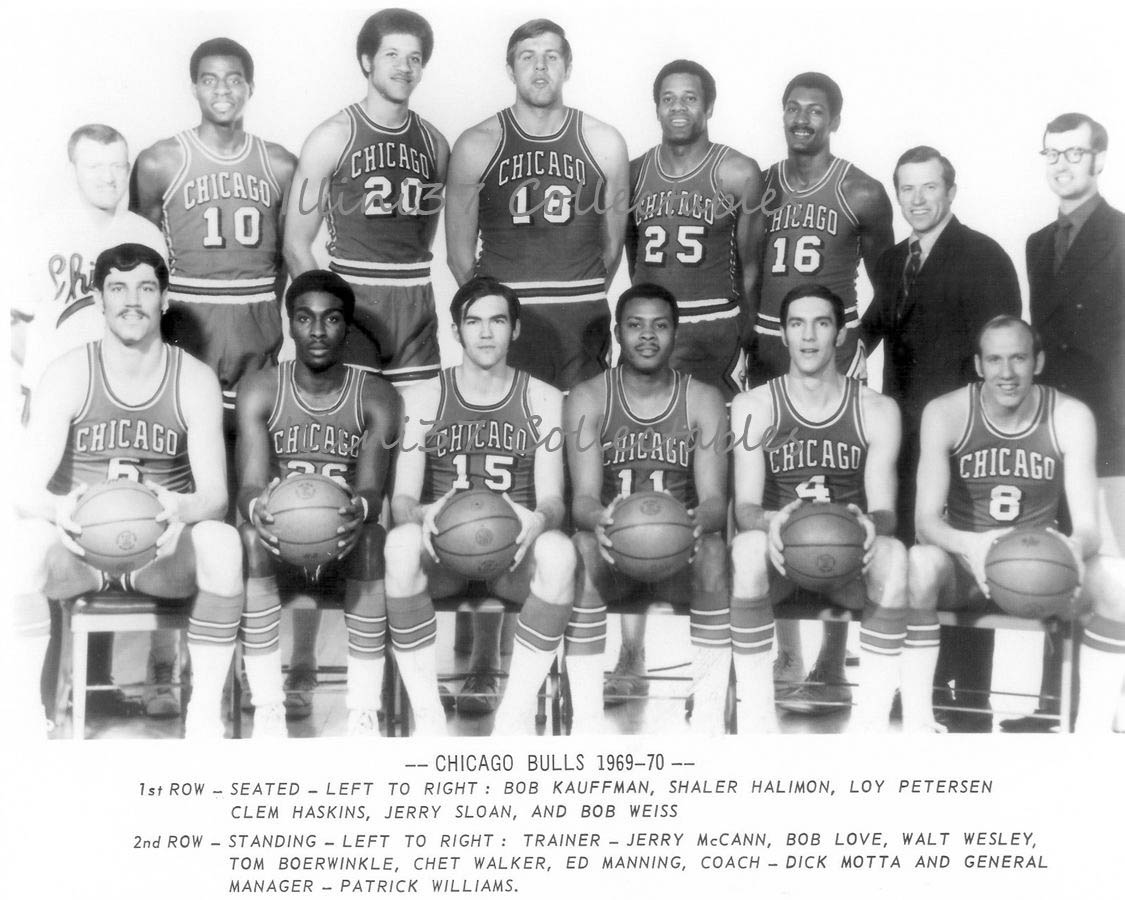
The 1969–70 Chicago Bulls

Trong mùa giải đầu tiên, Bulls đã chơi các trận đấu trên sân nhà của họ tại International Amphitheatre, trước khi chuyển đến Sân vận động Chicago.
Sự quan tâm của người hâm mộ đã giảm dần sau bốn mùa giải, với trung bình 891 khán giả đến sân trong mùa giải 1968. Năm 1969, Klein từ bỏ công việc giám đốc điều hành và tuyển Pat Williams từ Philadelphia 76ers, người đã giúp 76ers đứng thứ 3 mùa giải trước về lượng khán giả đến sân. Williams đã nâng cấp đội hình, chiêu mộ Chet Walker từ đội bóng cũ của anh ấy để đổi lấy Jim Washington và chuyển nhượng tân binh Norm Van Lier đến Cincinnati Royals và chỉ gia nhập Bulls vào năm 1971 - đồng thời đầu tư vào quảng cáo với các quyết định như tạo linh vật Benny the Bull. Bulls dưới sự dẫn dắt của Williams và huấn luyện viên trưởng Dick Motta đã đủ điều kiện tham dự 4 mùa playoff liên tiếp và số lượng người đến xem đã tăng lên hơn 10.000. Năm 1972, Bulls lập kỷ lục với 57 trận thắng và 25 trận thua. Trong suốt những năm 70, Bulls dựa vào Jerry Sloan, tiền phong Bob Love và Chet Walker, hậu vệ dẫn bóng Norm Van Lier (người trở lại Bulls vào năm 1971), trung phong Clifford Ray và Tom Boerwinkle. Đội đã lọt vào trận chung kết tổng (NBA Finals) vào năm 1975 nhưng để thua nhà vô địch năm đó, Golden State Warriors,  với tỉ số 4 - 3.
Sau bốn mùa giải với ít nhất 50 trận thắng, Williams trở lại Philadelphia, và Motta cũng quyết định đảm nhận vai trò Giám đốc điều hành. Bulls sa sút, chỉ thắng 24 trận trong mùa giải 1975–76. Motta bị sa thải và được thay thế bởi Ed Badger.

### 1976–1984: Gilmore và Theus
Klein đã bán Bulls cho Gia đình Wirtz, chủ sở hữu lâu năm của Chicago Blackhawks. Vốn không quan tâm đến bóng rổ, chủ sở hữu mới nổi tiếng với việc ngân sách eo hẹp, dành ít thời gian và không đầu tư để cải thiện đội bóng.
Artis Gilmore, được tuyển chọn trong kỳ "ABA dispersal draft" (các đội trong giải lựa chọn vận động viên từ một đội vừa mới giải thể) năm 1976, dẫn dắt đội Bulls bao gồm hậu vệ Reggie Theus, tiền phong David Greenwood và tiền phong Orlando Woolridge.
Năm 1979, Bulls thua trong một lần tung đồng xu để giành quyền chọn đầu tiên trong NBA Draft (Rod Thorn, Giám đốc điều hành của Bulls, gọi là "heads"). Nếu Bulls thắng cuộc tung, họ sẽ chọn Magic Johnson; thay vào đó, họ đã chọn David Greenwood với lượt chọn thứ hai. Los Angeles Lakers đã chọn Johnson với sự lựa chọn lấy được từ New Orleans Jazz, đội đổi lượt chọn lấy Gail Goodrich.
Sau khi Gilmore được chuyển nhượng cho San Antonio Spurs để lấy trung phong Dave Corzine, Bulls xây dựng một lối chơi giàu sức mạnh với trung tâm là Theus, cùng với đó là hậu vệ Quintin Dailey và Ennis Whatley. Tuy nhiên, với những kết quả ảm đạm liên tục, Bulls quyết định đổi hướng, chuyển nhượng Theus cho Kansas City Kings trong mùa giải 1983–84. Khán giả đến sân bắt đầu giảm dần, trong khi Wirtz Family tìm cách bán lại Chicago Bulls.

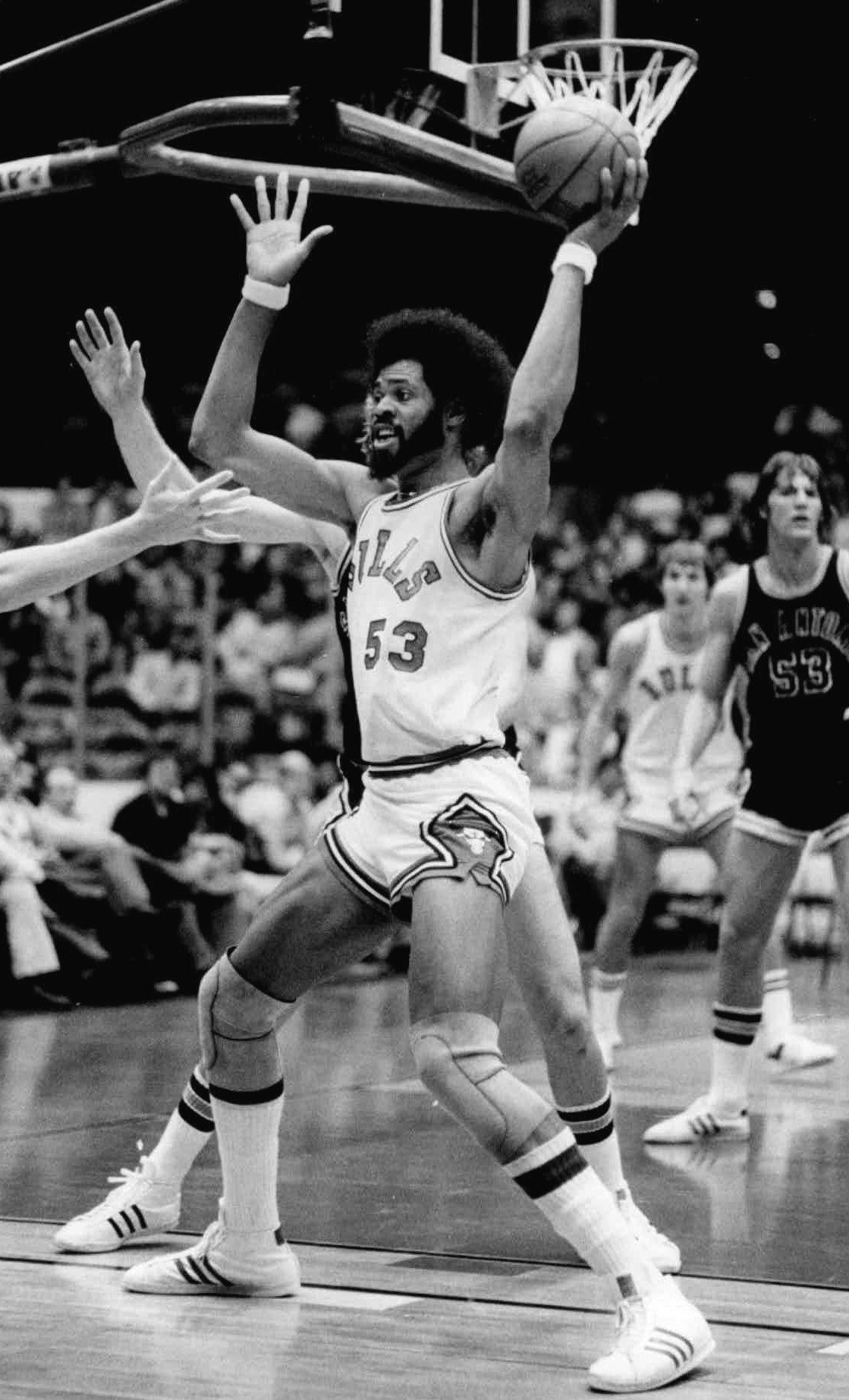
Gilmore năm 1977

### 1984–1998: Kỷ nguyên Michael Jordan

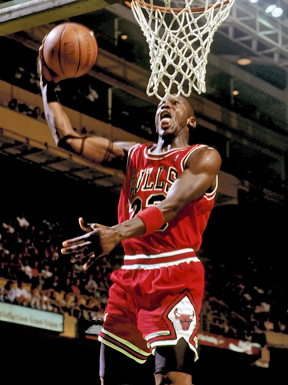
Michael Jordan được chọn lượt thứ 3 năm 1984. Ông giành được 6 chức vô địch và 6 Finals MVPs cho Chicago.

Mùa hè năm 1984, Bulls có lượt pick thứ ba trong NBA Draft 1984, sau Houston và Portland. Đội Rockets chọn Hakeem Olajuwon, Blazers chọn Sam Bowie và Bulls chọn hậu vệ ghi điểm Michael Jordan. Đội bóng, dưới sự quản lý mới của chủ sở hữu Jerry Reinsdorf và giám đốc điều hành Jerry Krause, đã quyết định xây dựng lại đội xung quanh Jordan. Jordan lập kỷ lục trong mùa giải tân binh của anh ấy về ghi điểm (thứ ba giải đấu) và cướp bóng (thứ tư), dẫn dắt Bulls trở lại vòng playoffs, nơi họ thua Milwaukee Bucks trong bốn game. Với những nỗ lực của mình, anh ấy đã được khen thưởng bằng việc được chọn vào Đội thứ hai toàn NBA và Giải thưởng Tân binh NBA của năm.
Trong mùa giải tiếp theo, đội đã có được hậu vệ dẫn bóng John Paxson và đã trao đổi với Cavaliers ở kỳ Draft để có được tiền phong hàng trong Charles Oakley. Cùng với Jordan và trung phong Dave Corzine, họ đã đóng góp rất nhiều trong mặt trận tấn công của Bulls trong hai năm tiếp theo. Sau khi bị gãy bàn chân vào đầu mùa giải 1985–86, Jordan chỉ xếp thứ hai trong đội sau Woolridge về số điểm ghi được. Jordan trở lại vòng loại trực tiếp, dẫn dắt Bulls ở vị trí thứ tám đối đầu Boston Celtics, do Larry Bird dẫn đầu. Vào thời điểm đó, Bulls có thành tích tệ thứ năm so với bất kỳ đội nào để đủ điều kiện tham dự vòng loại trực tiếp trong lịch sử NBA. Mặc dù Bulls thua chóng vánh, Jordan đã ghi được số điểm kỷ lục một trận playoff là 63 điểm trong Game 2 (vẫn còn tồn tại cho đến ngày nay), khiến Bird gọi anh là 'Chúa cải trang thành Michael Jordan.'
Trong mùa giải NBA 1986–87, Jordan tiếp tục lập kỷ lục, dẫn đầu giải đấu về số điểm ghi được với 37,1 điểm mỗi trận và trở thành cầu thủ Bulls đầu tiên có tên trong Đội hình tiêu biểu toàn NBA. Bulls đã kết thúc với hệ số thắng - thua là  40–42, thành tích đủ tốt để giúp họ đủ điều kiện tham dự vòng loại trực tiếp. Tuy nhiên, họ lại bị Celtics đánh bại ở vòng loại trực tiếp.
Trong kỳ NBA Draft 1987, để giải quyết vấn đề thiếu chiều sâu của đội, Krause đã chọn trung phong Olden Polynice ở lượt pick thứ tám và tiền phong chính Horace Grant ở lượt pick thứ 10, sau đó gửi Polynice đến Seattle để đổi lấy lượt pick thứ năm, tiền phong phụ Scottie Pippen. Với Paxson và Jordan ở hàng ngoài, Brad Sellers và Oakley ở các vị trí hàng trong, trung phong Corzine, và các tân binh Pippen, Grant từ băng ghế dự bị, Bulls đã thắng 50 trận và tiến vào bán kết miền Đông, nơi họ bị đánh bại bởi nhà vô địch miền Đông Detroit Pistons trong 5 Game đấu. Năm này, Jordan cũng được vinh danh là Cầu thủ xuất sắc nhất toàn NBA (Most Valuable Player), giải thưởng mà anh ấy sẽ giành được thêm 4 lần nữa trong sự nghiệp của mình. Mùa giải 1987–88 cũng sẽ đánh dấu sự khởi đầu của sự cạnh tranh Pistons-Bulls được hình thành từ năm 1988 đến năm 1991.
Mùa giải 1988–89 đánh dấu năm thứ hai liên tiếp có những sự thay đổi quan trọng trước mùa. Tiền phong hàng trong Charles Oakley, người đã dẫn đầu giải đấu về tổng số rebounds trong cả hai năm 1987 và 1988, đã được giao dịch vào đêm ngay trước NBA Draft năm 1988 với New York Knicks cùng với lựa Draft vòng đầu tiên được sử dụng bởi Knicks để chọn Rod Strickland cho trung phong Bill Cartwright và một lượt chọn vòng đầu tiên, mà Bulls đã sử dụng để lấy trung phong Will Perdue. Ngoài ra, Bulls đã mua lại game tay ném 3 điểm Craig Hodges từ Phoenix. Đội hình xuất phát mới của Paxson, Jordan, Pippen, Grant và Cartwright đã mất một thời gian để hòa hợp, tuy thắng ít trận hơn mùa trước, nhưng đã lọt vào vòng chung kết miền Đông, nơi họ lại bị đánh bại sau sáu trận bởi Nhà vô địch NBA Pistons.
Vào mùa 1989–90, Jordan vẫn dẫn đầu giải đấu về thành tích ghi điểm lần thứ tư liên tiếp và lần đầu tiên Pippen góp mặt trong đội hình toàn sao NBA. Ngoài ra còn có một sự thay đổi lớn trong mùa giải, khi huấn luyện viên trưởng Doug Collins được thay thế bằng trợ lý huấn luyện viên Phil Jackson. Bulls cũng đã chọn trung phong tân binh Stacey King và hậu vệ dẫn bóng tân binh B. J. Armstrong trong đợt NBA Draft năm 1989. Với những cầu thủ bổ sung này và năm cầu thủ trong đội hình xuất phát năm trước, Bulls một lần nữa lọt vào Vòng chung kết miền và đẩy Pistons đến Game đấu thứ 7, trước khi bị loại năm thứ ba liên tiếp bởi Pistons - đội tiếp tục trở thành nhà vô địch NBA.

#### 1990–1993: Ba chức vô địch liên tiếp lần đầu tiên.

Michael Jordan v Los Angeles Lakers tại chung kết NBA Final 1991

Trong mùa giải 1990–91, Bulls đã lập kỷ lục mùa thường niên là 61 trận thắng, và tiến đến vòng loại trực tiếp, nơi họ vượt qua Knicks ở vòng đầu tiên, đánh bại Philadelphia 76ers trong trận bán kết, sau đó quét sạch nhà ĐKVĐ Pistons ở Chung kết miền và giành quyền vào Chung kết NBA trong năm trận đấu trước Los Angeles Lakers do Magic Johnson dẫn đầu.
Bulls giành được danh hiệu thứ hai liên tiếp vào năm 1992 sau khi lập kỷ lục khác về số trận thắng mùa thường niên với con số 67. Họ vượt qua Miami Heat ở vòng đầu tiên, đánh bại Knicks trong bảy trận ở vòng hai, sau đó là Cleveland Cavaliers trong sáu trận trong vòng chung kết miền, tiến vào Chung kết năm thứ hai liên tiếp, nơi họ đánh bại Portland Trail Blazers do Clyde Drexler dẫn đầu trong sáu trận.
Năm 1993, Bulls giành chức vô địch thứ ba liên tiếp khi đánh bại Atlanta Hawks, Cleveland Cavaliers và New York Knicks trong ba vòng đầu tiên của vòng loại trực tiếp và sau đó đánh bại MVP của mùa giải thường niên Charles Barkley cùng Phoenix Suns trong trận Chung kết, với cú 3 điểm quyết định của Paxson khi đồng hồ đếm ngược còn lại 3,9 giây mang lại cho họ chiến thắng 99–98 trong game 6 tại Phoenix.

#### 1993–1995: Jordan giải nghệ.

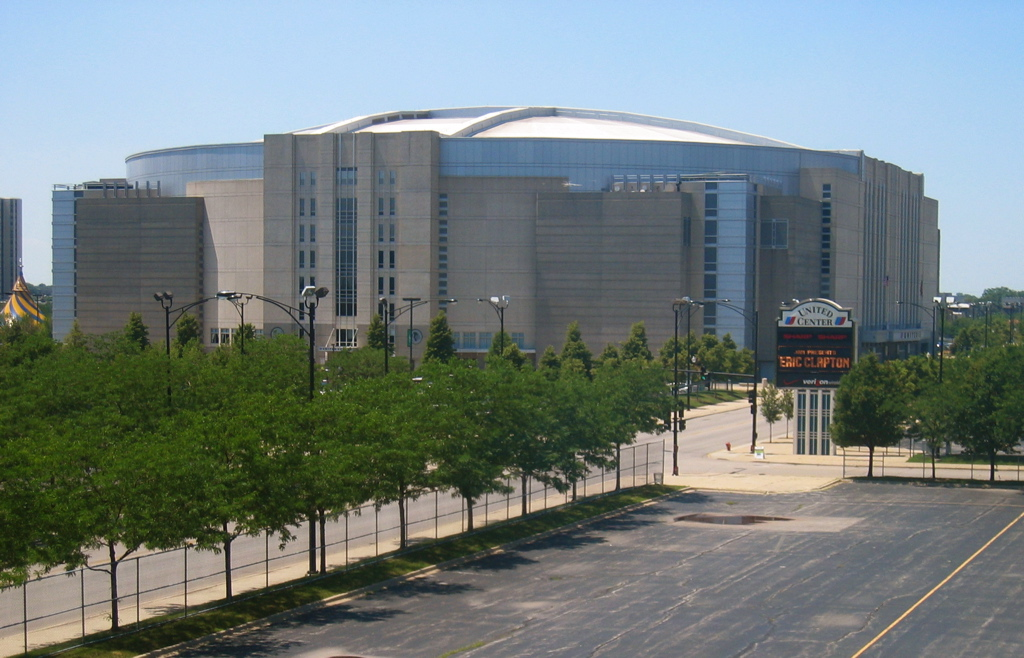
Trung tâm United

Vào ngày 6 tháng 10 năm 1993, Michael Jordan đã gây chấn động cho cộng đồng bóng rổ khi tuyên bố giải nghệ, 3 tháng sau khi cha ruột anh bị sát hại. Bulls sau đó được dẫn dắt bởi Scottie Pippen, người đã tự khẳng định mình là một trong những cầu thủ hàng đầu của giải đấu khi giành được MVP trận đấu toàn sao NBA All-Star 1994. Pippen đã nhận được sự hỗ trợ từ Horace Grant và B. J. Armstrong, những người đã có tên trong trận đấu toàn sao lần đầu tiên. Cả ba cầu thủ trên cùng với Cartwright, Perdue, hậu vệ ghi điểm Pete Myers và tiền phong tân binh người Croatia Toni Kukoč tạo nên một đội hình mạnh mẽ. Tuy nhiên, bất chấp việc thắng 55 trận trong mùa giải thường niên 1993–94, Bulls đã bị Knicks đánh bại trong bảy trận ở vòng hai của vòng loại trực tiếp, sau một pha phạm lỗi gây tranh cãi của trọng tài Hue Hollins trong trận 5 của loạt trận đó. Knicks cuối cùng đã lọt vào NBA Finals năm đó, nhưng để thua Houston Rockets. Bulls mở đầu mùa giải 1994–95 bằng cách rời ngôi nhà 27 năm của họ, Sân vận động Chicago, và chuyển đến ngôi nhà hiện tại của họ, Trung tâm United.
Năm 1994, Grant, Cartwright và Scott Williams trở thành cầu thủ, John Paxson nghỉ hưu, Bulls đã chọn hậu vệ ghi điểm Ron Harper, người được đưa về để thay thế Jordan trong mũi đinh ba tấn công của trợ lý huấn luyện viên Tex Winter, và tiền phong hàng ngoài Jud Buechler. Bulls sắp xếp đội hình với Armstrong và Harper ở hàng ngoài, Pippen và Kukoč ở hàng trong, Perdue ở trung tâm. Họ cũng có "tay súng cừ khôi" Steve Kerr, người được mua lại với tư cách cầu thủ tự do trước mùa giải 1993–94, Myers, và trung phong Luc Longley (mua lại năm 1994 từ Minnesota Timberwolves) và Bill Wennington. Tuy nhiên, Bulls đã gặp khó khăn trong suốt mùa giải, và vào ngày 18 tháng 3 năm 1995, họ nhận được tin rằng Michael Jordan sắp quay trở lại. Jordan ghi được 55 điểm trước Knicks trong trận đấu thứ 5 tính từ lúc quay về, và dẫn dắt Bulls trở thành hạt giống thứ 5 trong vòng loại trực tiếp, nơi họ đánh bại Charlotte Hornets. Tuy nhiên, Jordan và Bulls đã không thể vượt qua nhà vô địch miền Đông Orlando Magic, bao gồm Horace Grant, Anfernee Hardaway và trung phong trẻ Shaquille O'Neal. Khi Jordan trở lại Bulls, ban đầu anh ấy mặc áo số 45 (đó là số áo của anh ấy khi còn chơi cho Birmingham Barons, đội dự bị của Chicago White Sox). Anh ấy đã chọn số 45 vì anh trai Larry của anh ấy đã mặc số đó ở trường trung học. Michael muốn giỏi bằng một nửa anh trai của mình nên anh ấy đã chọn 23, tức là một nửa của 45 (22,5) được làm tròn. Tuy nhiên, Jordan lại chuyển sang con số 23 quen thuộc trước trận 2 của loạt trận đấu với Orlando Magic.
Trước mùa giải, Bulls đã mất Armstrong trong kỳ Expansion Draft, và Krause trao đổi Perdue cho San Antonio Spurs để lấy chuyên gia bắt bóng bật bảng Dennis Rodman, người đã giành được bốn danh hiệu rebound trước đây và cũng là thành viên của Detroit Pistons -  đội "Bad Boys" từng là kẻ thù chính của Bulls vào cuối những năm 1980.

#### 1995–1998: Cú ăn ba vô địch lần thứ 2
Với đội hình gồm Harper, Jordan, Pippen, Rodman và Longley, và có lẽ là hàng ghế dự bị tốt nhất của giải đấu gồm Steve Kerr, Kukoč, Wennington, Buechler và hậu vệ Randy Brown, Bulls được kỳ vọng sẽ giành chiến thắng lần nữa tại NBA Finals.
Bulls bắt đầu chiến dịch 1995–96 của họ với chiến thắng 105–91 trước đội khác Hornets. Trong trận đấu đó, Michael Jordan đã ghi 42 điểm, 6 rebound và 7 kiến tạo cho Bulls. Trận đấu tiếp theo, họ gặp Boston Celtics. Bulls đã ghi được 35 điểm trong hiệp 3 khi họ vượt qua Celtics với tỉ số 107–85. Sáu cầu thủ Bulls đã lập double-double trong chiến thắng này. Bulls mùa 1995–96 đã ghi dấu ấn đậm nét với việc trở thành đội bóng có thành tích cải thiển so với mùa trước tốt nhất, cũng như lập kỷ lục về mùa giải tốt nhất từ 47–35 thành 72–10, trở thành đội NBA đầu tiên thắng 70 trận trở lên. Jordan giành được danh hiệu vua ghi bàn thứ tám, và Rodman có danh hiệu vua rebound thứ năm liên tiếp, trong khi Kerr đứng thứ hai trong giải đấu về tỷ lệ ném ba điểm. Jordan đã giành được cú ăn ba danh hiệu với NBA MVP, NBA All-Star Game MVP và NBA Finals MVP. Krause được vinh danh là Giám đốc điều hành NBA của năm, Huấn luyện viên Jackson là huấn luyện viên của năm và Kukoč là cầu thủ dự bị của năm. Cả Pippen và Jordan đều lọt vào Đội hình toàn sao NBA, Jordan, Pippen và Rodman cũng lọt vào Đội hình phòng thủ của năm, biến Bulls trở thành một trong số đội trong lịch sử NBA có ba cầu thủ trong Đội hình phòng thủ.
Ngoài ra, đội 1995–96 còn nắm giữ một số kỷ lục khác, bao gồm thành tích khởi đầu tốt nhất mọi thời đại của một đội bóng (41–3), và khởi đầu tốt nhất ở sân nhà (37–0). Bulls cũng có thành tích sân nhà tốt thứ hai trong lịch sử (39–2), chỉ sau Celtics 40–1 năm 1985–86. Đội đã chiến thắng Miami Heat ở vòng đầu tiên, New York Knicks ở vòng thứ hai, Orlando Magic trong trận chung kết miền Đông và cuối cùng là Gary Payton, Shawn Kemp và Seattle SuperSonics để giành danh hiệu vô địch thứ tư. Chicago Bulls 1995–96 được nhiều người coi là một trong những đội vĩ đại nhất trong lịch sử bóng rổ.

Trong mùa giải 1996–97, Bulls đã bỏ lỡ mùa giải thứ hai liên tiếp có 70 trận thắng khi để thua hai trận cuối cùng và cán đích với thành tích 69–13. Họ vẫn sự thống trị trên sân nhà, với 39 trận thắng tại Trung tâm United. Bulls đã kết thúc mùa giải bằng cách đánh bại Bullets, Hawks và Heat trong ba vòng đầu tiên của vòng loại trực tiếp trước khi giành chức vô địch NBA lần thứ năm khi đánh bại John Stockton, Karl Malone của Utah Jazz. Jordan đã giành được danh hiệu vua ghi bàn thứ hai liên tiếp và thứ chín trong sự nghiệp, trong khi Rodman có được danh hiệu vua rebound thứ sáu liên tiếp. Jordan và Pippen cùng với Robert Parish, trung phong dự bị của Bulls vào thời điểm đó, cũng được vinh danh là 1 trong 50 cầu thủ vĩ đại nhất mọi thời đại khi NBA kỷ niệm mùa giải thứ 50. Parish, người có mùa giải duy nhất và là cuối cùng với Bulls, đã được đề cử vì sự nghiệp xuất sắc của anh ấy trong màu áo Boston Celtics.

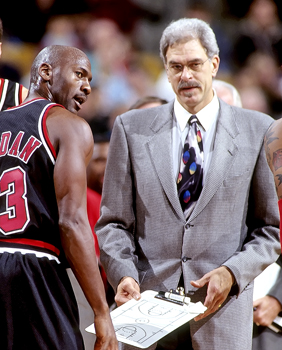
HLV của Bulls Phil Jackson trao đổi chiến thuật cùng Michael Jordan năm 1997

Mùa giải 1997–98 là một mùa giải hỗn loạn đối với nhà vô địch NBA Bulls. Nhiều người suy đoán đây sẽ là mùa giải cuối cùng của Michael Jordan với đội. Tương lai của Phil Jackson cũng bị nghi ngờ vì mối quan hệ của ông với giám đốc điều hành Jerry Krause ngày càng căng thẳng. Scottie Pippen đang tìm kiếm một bản gia hạn hợp đồng quan trọng mà anh ấy nghĩ rằng anh ấy xứng đáng, nhưng không được đội bóng hồi đáp. Bất chấp tình trạng hỗn loạn đang bao quanh Bulls, họ vẫn có một mùa giải đáng chú ý, với thành tích chung cuộc mùa giải thường xuyên là 62–20. Jordan được vinh danh là MVP của giải đấu lần thứ năm và cũng là lần cuối cùng, và Bulls đã lọt vào vòng loại trực tiếp với tư cách là hạt giống số một trong khu vực miền Đông.
Vòng đầu tiên của vòng loại trực tiếp là trận đấu với New Jersey Nets, một đội do Keith Van Horn, Kendall Gill và Sam Cassell dẫn đầu. Bulls đã đánh bại Nets. Vòng bán kết đại hội khó khăn hơn với việc Charlotte Hornets cướp đi chiến thắng của Bulls tại Trung tâm United, tỉ số của loạt trận là 1–1. Nhưng Bulls dễ dàng đánh bại Hornets trong ba game tiếp theo của series. Trận chung kết miền là một thử thách đối với Bulls khi họ đối đầu với Indiana Pacers do Reggie Miller dẫn đầu. Các chuyên gia cho rằng Pacers đang có thời cơ tốt nhất để đánh bại Bulls. Pacers đã không cho Bulls thắng dễ, họ thắng các ván 3, 4 và 6, đưa loạt trận này đến ván bảy quyết định tại Trung tâm United. Bulls thắng thế và đánh bại Pacers 88–83, giành chức vô địch miền Đông lần thứ 6.
Trong trận Chung kết được nhiều người mong đợi, Bulls phải đối mặt với đội mà họ đã đánh bại vào năm trước, Utah Jazz. Được dẫn dắt bởi Karl Malone và John Stockton, Jazz cảm thấy tự tin rằng họ có thể đánh bại Bulls, họ đã giành chiến thắng trong ván một tại Delta Center của Utah. Bulls đã giành chiến thắng trong ván 2 tại Delta Center, rồi trở lại Trung tâm United và giành chiến thắng trong hai game tiếp theo, dẫn trước loạt 3–1. Jazz đã thắng Game 5 với chỉ cách biệt hai điểm, 83–81. Hiệp 6 là một trận chiến khó khăn cho cả hai đội. Scottie Pippen tời sân sớm trong hiệp 1 do chấn thương lưng. Anh ấy trở lại vào sau giờ nghỉ, và sau một hoặc hai lần vào phòng thay đồ để chữa trị, anh ấy đã trở lại để kết thúc trận đấu. Cuối trận đấu và kém Jazz ba điểm, Michael Jordan đã dẫn dắt Bulls đến một chiến thắng cuối cùng. Jordan tung một cú ném đưa Bulls trong vòng trong, sau đó cướp bóng từ Karl Malone và thực hiện cú ném thắng trận với 5,2 giây còn lại trên đồng hồ. Với điểm số 87–86, John Stockton có cơ hội ghi ba điểm, nhưng không thành công, giúp Bulls vô địch lần thứ sáu sau tám năm. Jordan được vinh danh là MVP của trận chung kết lần thứ sáu trong sự nghiệp của mình. Ông tuyên bố nghỉ hưu lần thứ hai vào ngày 13 tháng 1 năm 1999.

### 1998–2008: Những khó khăn thời kỳ hậu đế chế
Mùa hè năm 1998 đã đột ngột kết thúc kỷ nguyên vô địch. Krause cảm thấy Bulls đã quá già và không thể thi đấu đỉnh cao. Ông ấy quyết định rằng lựa chọn duy nhất của đội là tái thiết lại đội bóng hoặc suy thoái. Kế hoạch của ông ấy là chuyển nhượng những tài năng già cỗi để lấy những lượt pick Draft cao cũng như giải phóng quỹ lương và tái thiết trong hai năm. Sau khi bị chủ sở hữu Jerry Reinsdorf phản đối trước đó, cuối cùng Krause đã đổi Scottie Pippen với Roy Rogers (người được ra mắt vào tháng 2 năm 1999) và một lượt pick vòng 2 từ Houston Rockets. Ông ấy cũng quyết định không tái ký hợp đồng với Dennis Rodman, và trao đổi Luc Longley cùng Steve Kerr đổi lấy các lượt pick draft khác. Ông cũng đã thuê một huấn luyện viên mới, Tim Floyd, người đã có một sự nghiệp thành công tại Đại học Bang Iowa. Sau sự ra đi của Phil Jackson, Michael Jordan chính thức tuyên bố giải nghệ lần thứ hai. Với đội hình xuất phát mới gồm người hậu vệ dẫn bóng Randy Brown, hậu vệ ghi điểm Ron Harper, tân binh Brent Barry ở vị trí tiền phong hàng ngoài, tiền phong hàng trong Toni Kukoč, và trung phong Bill Wennington, đội đã bắt đầu mùa giải 1998–99 bị rút ngắn. Kukoč dẫn đầu đội về số điểm, rebounds và kiến tạo, nhưng đội chỉ thắng 13 trong số 50 trận. Điểm thấp nhất của mùa giải đến vào ngày 10 tháng 4 trong trận đấu với Miami Heat. Trong trận đấu đó, Bulls đã ghi được 49 điểm để lập kỷ lục NBA về số điểm ít nhất trong một trận đấu.
Kết thúc ảm đạm của năm trước chỉ mang lại một điều nổi bật: dành được pick 1 và lựa chọn Elton Brand trong kỳ Draft. Kể từ khi đội mất Harper, Wennington và Barry trước mùa giải, Brand và tân binh Ron Artest đã dẫn dắt đội trong suốt cả năm, đặc biệt là sau khi Kukoč bỏ lỡ phần lớn mùa giải do chấn thương và sau đó bị mang đi giao dịch tại kỳ draft. Brand đã đóng góp khá nhiều cho Bulls. Anh ấy dẫn đầu tất cả các tân binh về ghi bàn, rebounds, cản phá, tỷ lệ ghi điểm và số phút, trong khi Artest dẫn đầu tất cả các tân binh về số lần cướp bóng và đứng thứ hai trong đội về ghi điểm. Vì những nỗ lực của mình, Brand đã được vinh danh là Đồng tân binh của năm 1999–2000 với Steve Francis của Houston, và vào đội hình 1 Tân binh của năm, trong khi Artest được gọi tên cho đội thứ hai. Tuy nhiên, đội đã kết thúc mùa giải thường niên khá thấp ở mức 17–65, kém thứ hai trong giải đấu.
Sau một mùa hè mà Bulls chứng kiến hầu hết cầu thủ hết hợp đồng như Tim Duncan, Grant Hill, Tracy McGrady, Eddie Jones và thậm chí cả Tim Thomas chọn ở lại với đội của họ (hoặc đi nơi khác) thay vì ký hợp đồng với Bulls, Krause đã ký hợp đồng với trung phong Brad Miller và hậu vệ ghi điểm Ron Mercer, lựa chọn tiền phong Marcus Fizer tại kỳ draft và trao đổi draft Chris Mihm cho Cleveland để mang về hậu vệ Jamal Crawford. Brand một lần nữa dẫn đầu đội về khả năng ghi bàn và rebounds, nhưng việc mua bán không tạo được ảnh hưởng lớn, và họ kết thúc với thành tích tệ nhất trong lịch sử đội và tệ nhất giải đấu mùa giải với tỷ số 15–67.
Krause đã gây sốc cho người hâm mộ Bulls vào kỳ draft năm 2001 khi anh trade cầu thủ quan trọng Brand cho Los Angeles Clippers đổi lấy lượt pick thứ 2, Tyson Chandler. Ông ấy cũng đã chọn Eddy Curry ở lượt chọn thứ tư. Vì cả Chandler và Curry đều mới chỉ tốt nghiệp trung học nên cả hai đều không được kỳ vọng sẽ đóng góp nhiều trong vài năm, nhưng họ được xem là những cầu thủ tiềm năng. Đội bóng lúng túng khi không có những cầu thủ kỳ cựu để lãnh đội. Vào giữa mùa giải, Bulls đã trao đổi ba cầu thủ ghi điểm hàng đầu của họ — Mercer, Artest và Miller cùng với Kevin Ollie — cho Indiana Pacers để lấy hậu vệ kỳ cựu Jalen Rose, Travis Best và Norman Richardson. Cũng có một sự thay đổi trong huấn luyện, với việc Floyd bị sa thải. Trợ lý huấn luyện viên và cựu đồng đội trưởng của Bulls, Bill Cartwright lên thay thế, sau một loạt tranh cãi với các cầu thủ và ban lãnh đạo. Bulls đã cải thiện từ 15 thành 21 trận thắng, mặc dù họ vẫn nằm ở vị trí cuối cùng trong giải đấu.
Trong mùa giải 2002–03, Bulls đã chơi khởi sắc. Họ đã chọn Jay Williams ở trường đại học ở lượt pick thứ 2 draft. Williams đã hợp cùng với Jalen Rose, Crawford, Fizer, người mới Donyell Marshall, Curry, Chandler, và hậu vệ Trenton Hassell để tạo thành một nhóm hạt nhân trẻ và thú vị, đã cải thiện thành 30–52 trong mùa giải đầy đủ đầu tiên của Bill Cartwright với tư cách là huấn luyện viên trưởng. Curry dẫn đầu giải đấu về tỷ lệ ghi điểm trên sân, trở thành cầu thủ Bull đầu tiên kể từ thời Jordan dẫn đầu giải đấu trong một danh mục thống kê lớn.
Vào mùa hè năm 2003, giám đốc Jerry Krause nghỉ hưu, và cựu cầu thủ kiêm bình luận viên da màu John Paxson được chọn làm người kế nhiệm. Jay Williams, tân binh đầy hứa hẹn, đã bị thương nặng trong một vụ tai nạn xe máy. Hợp đồng của anh ấy đã được Bulls thanh lý vào tháng 2 năm 2004. Paxson đã chọn người hậu vệ dẫn bóng Kirk Hinrich với lựa chọn thứ bảy trong kỳ draft và tái ký hợp đồng cựu sao Scottie Pippen. Với Pippen cùng Cartwright ở bên hàng ngoài và Paxson ở hàng trong, Bulls hy vọng phép màu vô địch trước đó sẽ quay trở lại.
Tuy nhiên, mùa giải 2003–04 là một sự thất vọng to lớn. Eddy Curry xuống phong độ. Tyson Chandler bị cản trở bởi chấn thương lưng mãn tính, anh đã bỏ lỡ hơn ba mươi trận đấu. Khả năng tạo ảnh hưởng đến trận đấu của Pippen đã bị suy giảm do các vấn đề về đầu gối, và anh ấy cũng đã công khai dự định giải nghệ. Jamal Crawford phong độ phập phù. Bill Cartwright đã bị sa thải khỏi vị trí huấn luyện viên trưởng vào tháng 12 và được thay thế bằng huấn luyện viên cũ của Phoenix, Scott Skiles. Giao dịch với Toronto Raptors đã đưa Antonio Davis và Jerome Williams đổi lấy Rose và Marshall, điều được coi là sự thay đổi lớn trong chiến lược của đội. Sau khi vật lộn trong suốt mùa giải, Bulls kết thúc với 23 trận thắng và 59 trận thua, thành tích tệ thứ hai trong giải đấu. Fizer đã không được tái ký hợp đồng, Crawford thì được tái ký hợp đồng và giao dịch với Knicks khi hết hạn hợp đồng. Hinrich là điểm sáng duy nhất, trở thành cầu thủ được yêu thích nhất bởi sự quyết tâm gan dạ và khả năng phòng ngự ngoan cường. Anh ấy đã giành được một vị trí trong đội hình 1 Tân binh của năm.

#### 2004–2007: Hồi sinh

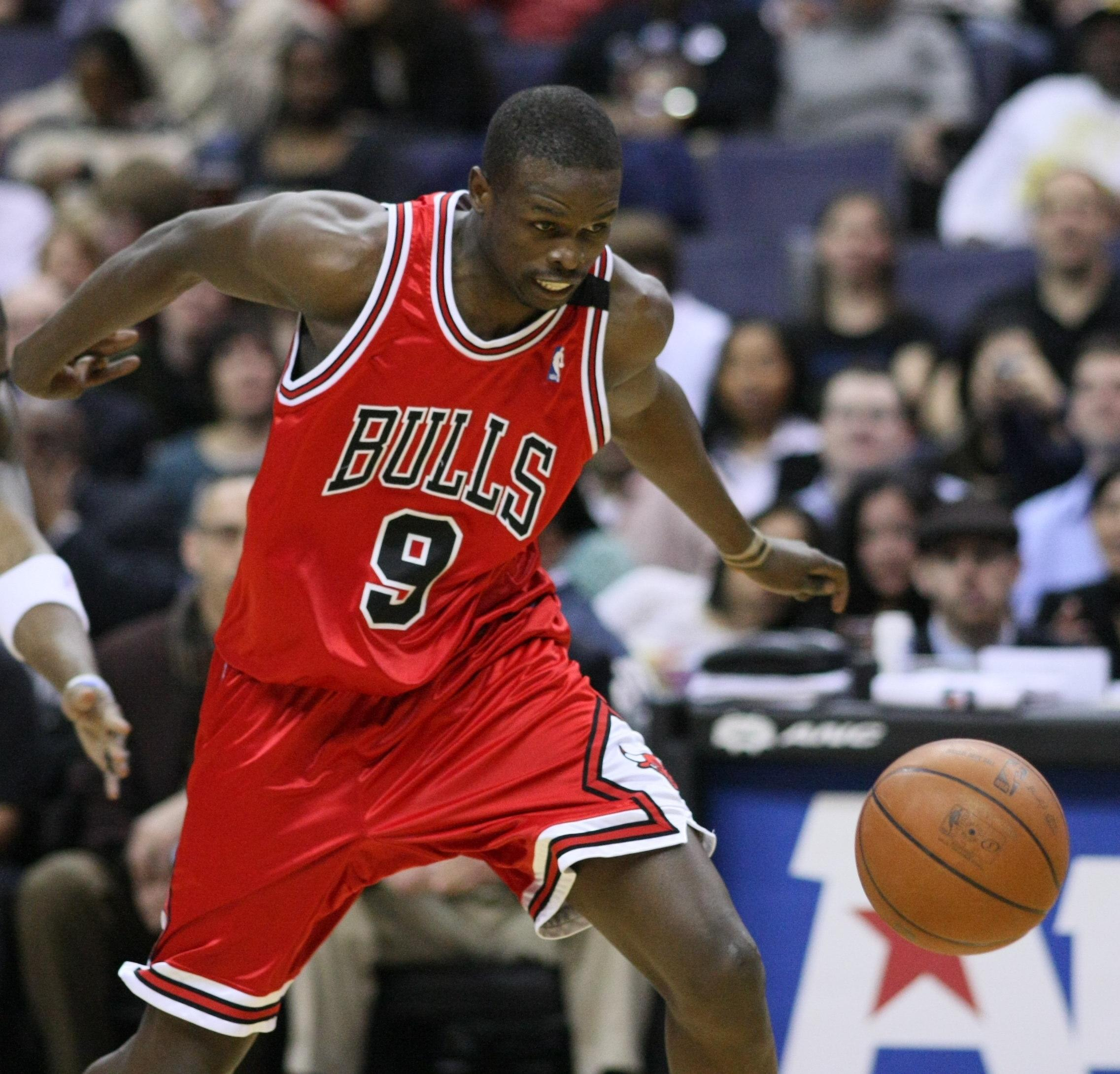
Luol Deng xuất hiện lần đầu tiên tại All-Star cùng đội vào năm 2012 và lần thứ hai vào năm 2013.

Trong mùa giải năm 2004, Paxson đã đổi một lượt draft pick năm 2005 cho Phoenix Suns để đổi lấy một lượt pick bổ sung trong kỳ draft NBA năm 2004. Ông đã sử dụng các lượt pick để chọn hậu vệ Connecticut Ben Gordon, tiền phong hàng ngoài Luol Deng của Duke trong vòng đầu tiên, và hậu vệ dẫn bóng của Duke Chris Duhon trong vòng thứ hai. Paxson cũng đã ký hợp đồng với tiền phong Andrés Nocioni, người vừa giành huy chương vàng Olympic với tư cách là thành viên của đội tuyển bóng rổ quốc gia Argentina. Sau khi thua chín trận đầu tiên của mùa giải, Bulls bắt đầu cho thấy những dấu hiệu cải thiện nhờ khả năng phòng ngự tiến bộ lên và khả năng chơi tốt trong hiệp bốn từ Gordon. Bulls, đội với tỷ số 0–9 khi bắt đầu mùa giải, đã kết thúc mùa giải thông thường 47–35, với thành tích tốt thứ ba tại miền Đông và lần đầu tiên tiến vào vòng playoff NBA kể từ khi Jordan rời đi. Ở vòng đầu tiên, hạt giống số 4 Bulls đấu với Washington Wizards. Bất chấp chấn thương của Deng và vấn đề về tim của Curry, Bulls đã mở đầu loạt trận với hai chiến thắng trên sân nhà, nhưng để thua bốn trận tiếp theo và cả loạt trận đó. Sau mùa giải, Ben Gordon trở thành tân binh đầu tiên giành giải Cầu thủ dự bị của năm và là cầu thủ Bulls đầu tiên kể từ Kukoč năm 1996 giành được giải thưởng này.
Tiền mùa giải năm 2005, Bulls tái ký hợp đồng với cầu thủ tự do Tyson Chandler. Tuy nhiên, Curry vẫn cho thấy các vấn đề về bệnh tim và Paxson đã được trao đổi cùng với Antonio Davis đến New York Knicks để đổi lấy Michael Sweetney, Tim Thomas, và lựa chọn thứ hai của kỳ draft NBA năm 2006 — cũng như quyền hoán đổi các lựa chọn với New York trong kỳ draft NBA năm 2007.
Không có sự bổ sung đáng kể, Bulls đã khá vật lộn trong phần lớn thời gian của mùa giải 2005–06. Tuy nhiên, thành tích tăng vọt 12–2 vào cuối mùa giải đã giúp họ kết thúc 41–41 và đủ điều kiện tham dự vòng loại trực tiếp năm 2006 với tư cách là hạt giống số 7. Ở đó, Bulls phải đối mặt với Miami Heat. Sau hai trận thua sát nút ở Miami, Bulls đã bứt phá với một chiến thắng cách biệt ở Ván 3 và một trận thắng khác ở Ván 4. Tuy nhiên, Heat đã thắng được hai trận tiếp theo để giành chiến thắng trong loạt đấu này và tiếp tục giành chức vô địch năm đó. Tuy nhiên, một số cầu thủ trẻ của Bulls đã kiếm được thêm kinh nghiệm sau mùa giải, và Nocioni đã có một loạt các màn trình diễn đáng chú ý, vượt xa mức chỉ số trung bình trong mùa giải của anh ấy.
Trong NBA Draft 2006, Bulls đã được nhận tiền phong LaMarcus Aldridge và ngay lập tức trao đổi anh ta cho Portland Trail Blazers để lấy tiền phong Tyrus Thomas và tiền phong Viktor Khryapa. Sau đó, Bulls đã chọn Rodney Carney và trao đổi cho Philadelphia 76ers để lấy hậu vệ Thabo Sefolosha. Cuối mùa hè năm đó, Cầu thủ 4 lần đạt danh hiệu phòng ngự xuất sắc nhất Ben Wallace đã ký hợp đồng với Bulls trong bốn năm, được cho là trị giá là 60 triệu đô la. Sau khi ký hợp đồng với Wallace, Bulls đã trao đổi Tyson Chandler, cầu thủ cuối cùng còn lại của kỷ nguyên Krause, cho New Orleans / Oklahoma City Hornets để lấy tiền đạo kỳ cựu PJ Brown và JR Smith.
Trong năm 2006–07, Bulls đã vượt qua khởi đầu mùa giải 3–9 để kết thúc mùa giải với tỉ lệ 49–33, thành tích tốt thứ ba ở miền Đông. Ở vòng đầu tiên, Bulls một lần nữa phải đối mặt với Miami, nhà đương kim vô địch NBA. Bulls suýt thắng được Game 1 trên sân nhà, sau đó thắng đậm trong Game 2. Tại Miami, Bulls đã vực dậy từ mức thiếu hụt 12 điểm trong hiệp 2 để giành chiến thắng ở Game 3 và sau đó là một chiến thắng khác trong Game 4. Việc Bulls quét sạch nhà ĐKVĐ đã khiến nhiều nhà chuyên gia NBA choáng váng. Đó là chiến thắng loạt trận playoff đầu tiên của Chicago kể từ năm 1998, mùa giải cuối cùng của Jordan với đội.
Bulls sau đó đã đối mặt với Detroit Pistons, đánh dấu lần đầu tiên các đối thủ của Central Division gặp nhau ở vòng loại trực tiếp kể từ năm 1991. Pistons đã thắng ba trận đầu tiên bao gồm một cuộc lội ngược dòng lớn ở Game 3. Không đội NBA nào từng lội ngược dòng sau khi bị dẫn 0–3, nhưng Bulls đã tránh được một pha thua trắng bằng cách giành chiến thắng trong Game 4 với 10 điểm. Bulls sau đó dễ dàng thắng Game 5 tại Detroit, và có cơ hội làm nên lịch sử NBA. Nhưng họ đã để thua trên sân nhà trong ván 6 với tỷ số 10, đội Pistons thắng loạt 4–2 vào ngày 17 tháng 5.

#### 2007–2008: Bỏ lỡ vòng loại trực tiếp

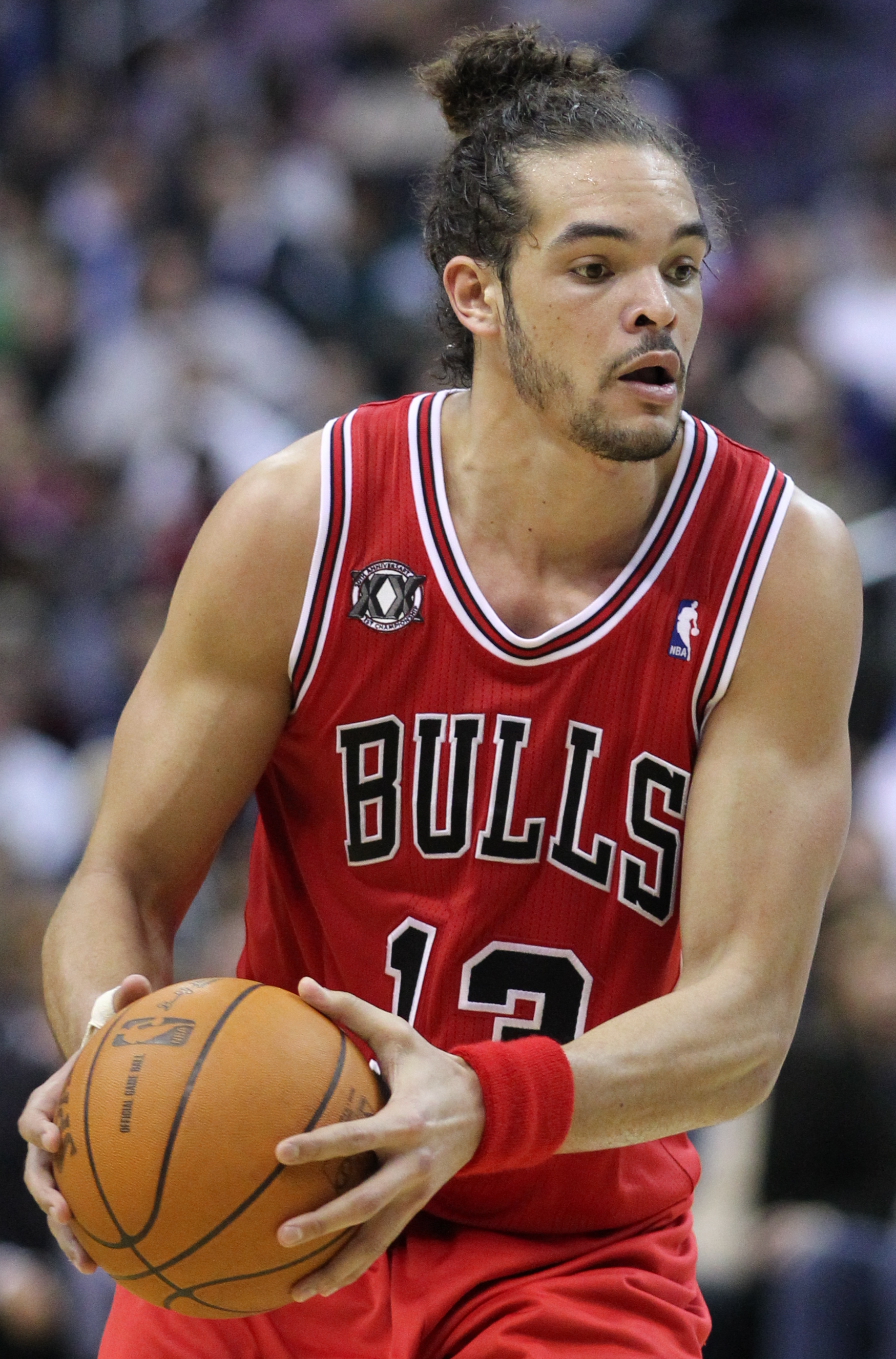
Joakim Noah được lựa chọn bởi Bulls vào năm 2007. Anh được vinh danh là All Star lần đầu tiên vào năm 2013 và lần thứ hai vào năm 2014.

Trước mùa giải, Bulls đã ký hợp đồng với Joe Smith và hậu vệ Adrian Griffin, và trung phong tân binh Joakim Noah. Tuy nhiên, mối lo bắt đầu khi Luol Deng và Ben Gordon từ chối gia hạn hợp đồng. Sau đó rộ lên tin đồn Bulls đang theo đuổi những ngôi sao như Kevin Garnett, Pau Gasol, và đáng chú ý nhất là Kobe Bryant. Không có thỏa thuận nào trong số này xảy ra và tổng giám đốc John Paxson phủ nhận một thỏa thuận sắp xảy đến.
Bulls bắt đầu mùa giải NBA 2007–08 bằng việc thua 10 trong số 12 trận đầu tiên và vào ngày 24 tháng 12 năm 2007, sau khi khởi đầu 9–16, Bulls sa thải huấn luyện viên trưởng Scott Skiles. Jim Boylan được bổ nhiệm làm huấn luyện viên trưởng tạm quyền vào ngày 27 tháng 12 năm 2007.
Vào ngày 21 tháng 2 năm 2008, Ben Wallace, Joe Smith, Adrian Griffin và 1 lượt chọn vòng 2 kỳ draft năm 2009 của Bulls đã được dùng để đổi lấy Drew Gooden, Cedric Simmons, Larry Hughes và Shannon Brown trong một thỏa thuận ba bên liên quan đến Cleveland Cavaliers và Seattle SuperSonics. Boylan đã không được giữ lại vào ngày 17 tháng 4 khi kết thúc mùa giải 2007–08 với thành tích 24–32 với Bulls. Bulls kết thúc chiến dịch 2007–08 với thành tích 33–49, một sự đảo ngược hoàn toàn so với kết quả năm ngoái.
Sau khi Jim Boylan hết nhiệm kỳ tạm quyền, Bulls bắt đầu quá trình lựa chọn huấn luyện viên trưởng mới. Họ đàm phán với cựu huấn luyện viên trưởng của Phoenix, Mike D'Antoni, nhưng vào ngày 10 tháng 5 năm 2008, Mike đã ký hợp đồng với New York Knicks. Các lựa chọn khả thi khác bao gồm cựu huấn luyện viên trưởng Dallas Avery Johnson và cựu huấn luyện viên trưởng đội Bulls Doug Collins. Collins từ chức khỏi danh sách huấn luyện vào ngày 4 tháng 6 năm 2008, tuyên bố rằng anh không muốn làm mất tình bạn của mình với Jerry Reinsdorf.
Vào ngày 10 tháng 6 năm 2008, tổng giám đốc của Bulls, John Paxson, đã chọn Vinny Del Negro, người không có kinh nghiệm huấn luyện, để huấn luyện cho đội trẻ của Bulls. Vào ngày 3 tháng 7 năm 2008, tờ Chicago Tribune đưa tin rằng Del Harris đã đồng ý trở thành trợ lý huấn luyện viên cho Bulls cùng với cựu huấn luyện viên trưởng Charlotte Bobcats, Bernie Bickerstaff và trợ lý huấn luyện viên lâu năm của NBA Bob Ociepka. Cùng với Bickerstaff và Ociepka, Harris đã giúp thiết lập sự hiện diện kỳ cựu trong ban huấn luyện và giúp huấn luyện viên trưởng tân binh Del Negro.

### 2008–2016: Kỷ nguyên Derrick Rose

#### 2008–2010: Derrick Rose xuất hiện
Với chỉ 1,7% cơ hội giành được lượt pick draft số 1, Bulls bất ngờ khi được nắm quyền chọn lượt pick đầu tiên của kỳ Draft NBA năm 2008. Vào ngày 26 tháng 6 năm 2008, Bulls đã chọn Derrick Rose - một người Chicago từ Đại học Memphis. Ở lượt chọn số 39, họ chọn Sonny Weems. Bulls sau đó đã trao đổi Weems với Denver Nuggets để lấy lượt draft pick vòng 2 năm 2009 của Denver. Bulls sau đó đã mua lại Ömer Aşık từ Portland Trail Blazers (được chọn với lượt chọn thứ 36), lượt chọn nháp vòng hai năm 2009 của New York và lượt chọn nháp vòng hai thông thường năm 2010 của Bulls. Bulls tái ký hợp đồng với Luol Deng có thời hạn 6 năm trị giá 71 triệu đô la vào ngày 30 tháng 7 năm 2008. Sau đó anh bị chấn thương khiến anh không thể thi đấu trong phần lớn mùa giải 2008–09. Ben Gordon ký hợp đồng một năm vào ngày 2 tháng 10 năm 2008.

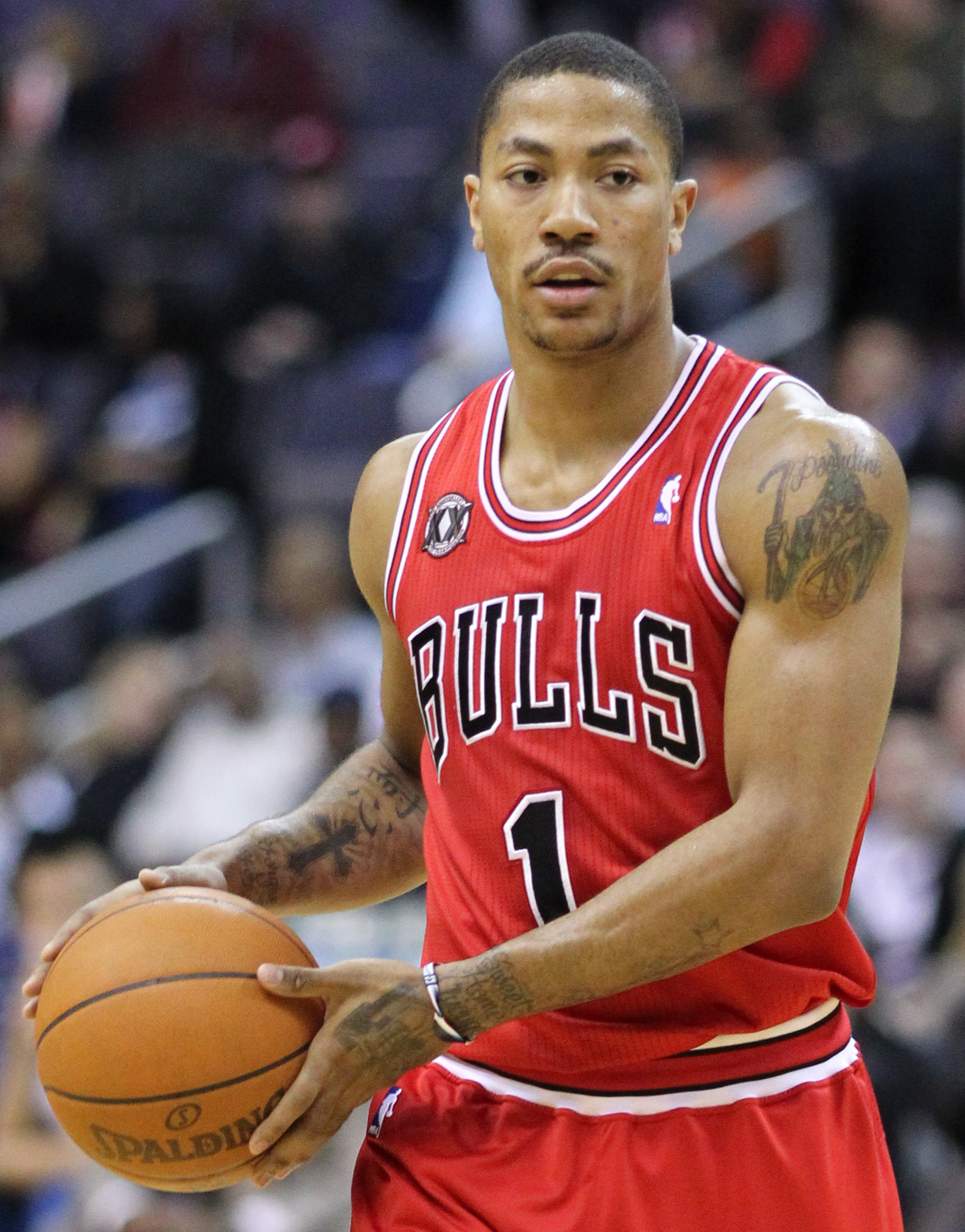
Derrick Rose là lượt chọn đầu tiên của Bulls năm 2008. Anh trở thành MVP mùa thường niên 2010-2011.

Vào ngày 18 tháng 2 năm 2009, Bulls thực hiện một số giao dịch đầu tiên, gửi Andrés Nocioni, Drew Gooden, Cedric Simmons và Michael Ruffin đến Sacramento Kings để đổi lấy Brad Miller và John Salmons. Sau đó vào ngày 19 tháng 2 năm 2009, thời hạn giao dịch của NBA, Bulls đã giao dịch Larry Hughes đến New York Knicks để đổi lấy Tim Thomas, Jerome James và Anthony Roberson. Cuối ngày hôm đó, Bulls đã thực hiện giao dịch thứ ba trong khoảng thời gian chưa đầy 24 giờ bằng cách gửi cầu thủ hàng ngoài Thabo Sefolosha đến Oklahoma City Thunder để thêm một lượt draft pick vòng 1 năm 2009. Các giao dịch đã mang lại một cú hích vào cuối mùa giải cho Bulls, giúp đội giành được một suất playoff vào ngày 10 tháng 4 năm 2009, là lần thứ tư của họ trong năm năm qua. Họ kết thúc mùa giải với thành tích 41–41. Thành tích của Bulls là đủ tốt để trở thành hạt giống số 7 trong NBA Playoffs 2009. Vòng 1 họ đã chơi một loạt khó khăn trước Boston Celtics. Trong ván 1, Derrick Rose ghi được 36 điểm, cùng với 11 pha kiến tạo, vượt kỷ lục ghi được nhiều điểm nhất của một tân binh trong trận ra quân playoff đang được nắm giữ bởi Kareem Abdul-Jabbar. Sau khi phá kỷ lục về phần lớn thời gian thi đấu tại NBA Playoffs Series, Boston Celtics đã vượt qua Bulls sau 7 trận.
Bulls có hai lượt chọn ở vòng đầu tiên kỳ draft NBA năm 2009 và quyết định chọn tiền phong nổi bật của Wake Forest James Johnson và tiền phong của USC Taj Gibson. Trong mùa giải NBA năm 2009, Bulls đã mất cầu thủ ghi bàn hàng đầu của họ, Ben Gordon, khi anh ký hợp đồng với đối thủ của họ, Detroit Pistons.
Vào ngày 18 tháng 2 năm 2010, John Salmons được giao dịch sang Milwaukee Bucks để đổi lấy Joe Alexander và Hakim Warrick. Trong khi đó, Tyrus Thomas đã được trao cho Charlotte Bobcats để lấy Acie Law, Flip Murray và một lựa chọn vòng đầu tiên kỳ draft trong tương lai. Vào ngày 14 tháng 4 năm 2010, Bulls giành quyền vào vòng loại trực tiếp với vị trí hạt giống số 8. Tuy nhiên, không giống như năm trước, vòng playoff của Bulls ngắn hơn và ít kịch tính hơn khi họ bị Cleveland Cavaliers loại trong 5 trận. Ngày 4 tháng 5 năm 2010, Bulls chính thức sa thải huấn luyện viên trưởng Vinny Del Negro.

#### 2010–2011: Sự xuất hiện của Tom Thibodeau

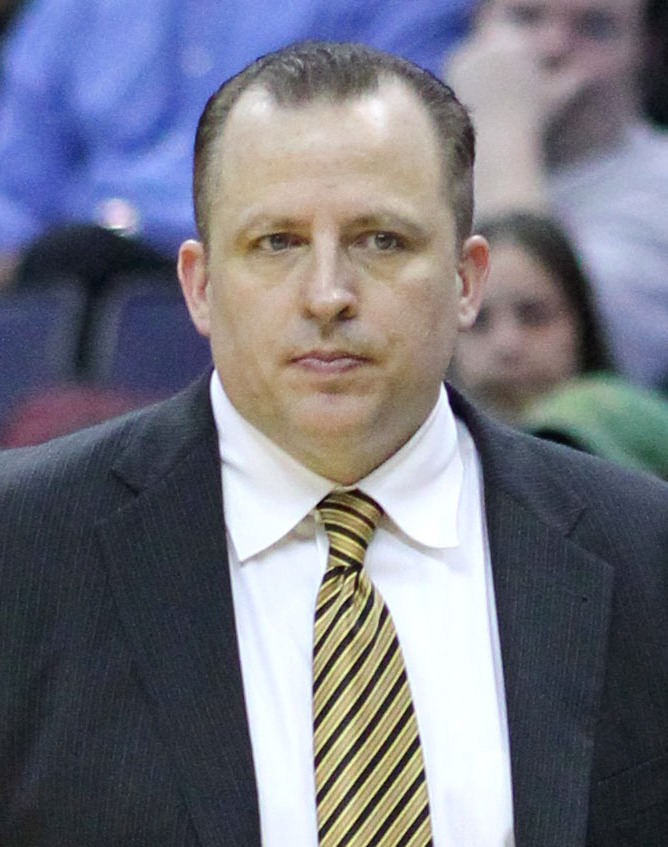
Tom Thibodeau dẫn dắt Bulls thắng 62 trận trong mùa giải đầu tiên dẫn dắt.

Đầu tháng 6 năm 2010, trợ lý HLV Tom Thibodeau của Boston Celtics ký hợp đồng ba năm để làm huấn luyện viên trưởng của Bulls. Ông chính thức được giới thiệu vào ngày 23 tháng 6. Vào ngày 7 tháng 7, có thông tin tiết lộ rằng Carlos Boozer của Utah Jazz đã đồng ý miệng một hợp đồng 5 năm trị giá 80 triệu đô la. Sau đó, Bulls giao dịch hậu vệ dẫn bóng kỳ cựu Kirk Hinrich cho Washington Wizards để nới rộng quỹ lương. Bulls cũng đã ký hợp đồng với tay ném 3 của 76er và Jazz là Kyle Korver với bản hợp đồng trị giá 15 triệu USD có thời hạn 3 năm. Cùng ngày mà Bulls ký hợp đồng với Kyle Korver, họ đã ký hợp đồng với cầu thủ All-Star Ömer Aşık người Thổ Nhĩ Kỳ.
Rose đã giành được Giải thưởng NBA MVP năm 2011, qua đó trở thành cầu thủ trẻ nhất trong lịch sử NBA làm được điều này. Anh trở thành cầu thủ Bulls đầu tiên kể từ Michael Jordan giành được giải thưởng này. Với tư cách là một đội, Chicago đã kết thúc mùa giải thường xuyên với thành tích 62–20 - thành tích tốt nhất giải đấu và giành được hạt giống số một của miền Đông lần đầu tiên kể từ năm 1998. Bulls đã đánh bại Indiana Pacers và Atlanta Hawks trong năm và sáu trận, qua đó lọt vào trận chung kết miền Đông lần đầu tiên kể từ năm 1998, và đối đầu với Miami Heat. Sau khi thắng trận đầu tiên của loạt trận, họ đã thua bốn trận tiếp theo, kết thúc mùa giải của mình.

#### 2011–2014: Derrick Rose và những mùa giải bị thương tật hành hạ
Trước mùa giải, Bulls đã lựa chọn Jimmy Butler vào vị trí lượt pick thứ 30 kỳ NBA NBA năm 2011. Sau khi NBA lockout kết thúc, Bulls đã mất Kurt Thomas và Keith Bogans vì hết hạn hợp đồng. Bulls đã ký hợp đồng với hậu vệ ghi điểm kỳ cựu Richard "Rip" Hamilton trong một thoả thuận ba năm, sau khi anh ta bị Detroit Pistons thải loại. MVP Derrick Rose cũng gia hạn hợp đồng 5 năm với Bulls trị giá 94,8 triệu USD.
Derrick Rose được bình chọn là NBA All-Star starter năm thứ hai liên tiếp, và là cầu thủ được bình chọn nhiều thứ ba sau Dwight Howard và Kobe Bryant. Luol Deng cũng được chọn cho đội hình duự bị của miền Đông. Đây là lần đầu tiên Bulls có hai ngôi sao tham dự All-Star kể từ năm 1997, khi Michael Jordan và Scottie Pippen là bộ đôi. Derrick Rose dính chấn thương trong phần lớn thời gian của mùa giải NBA 2011–12; tuy nhiên, đội vẫn có thể kết thúc mùa thường niên với thành tích 50–16 và là hạt giống đầu tiên của miền Đông trong năm thứ hai liên tiếp và đạt thành tích chung tốt nhất tại NBA (hòa với San Antonio Spurs). Rose lại dính một chấn thương mới khi bị rách gân Achilles của mình trong hiệp 4 của trận playoff đầu tiên vào ngày 28 tháng 4 năm 2012, với Philadelphia 76ers và bỏ lỡ phần còn lại của loạt trận. Huấn luyện viên trưởng Tom Thibodeau đã bị chỉ trích vì để Rose tiếp tục thi đấu mặc dù Bulls về cơ bản chỉ còn vài phút nữa là có chiến thắng trước 76ers. Bulls đã thua ba trận tiếp theo, và cũng mất Noah vì chấn thương bàn chân sau khi anh bị lật cổ chân nghiêm trọng khi giẫm lên chân của Andre Iguodala trong ván 3; anh ấy đã trở lại một thời gian ngắn trong một phần của phần tư của trò chơi đó, nhưng đã bỏ lỡ các trò chơi tiếp theo trong chuỗi. Sau chiến thắng ở Game 5 trên sân nhà, Bulls đã bị loại bởi 76ers trong Game 6 tại Philadelphia, trở thành đội thứ năm trong lịch sử NBA bị loại bởi một hạt giống số tám. Trong ván 6, Andre Iguodala đã thực hiện hai quả ném phạt còn 2,2 giây để đưa 76ers lên 79–78 sau khi bị Ömer Aşık phạm lỗi, người đã bỏ lỡ hai quả ném phạt trước đó 5 giây. Vào cuối mùa giải, Boozer và Aşık là những thành viên duy nhất trong danh sách của Bulls thi đấu trong mọi trận đấu, với Korver và Brewer mỗi người chỉ thiếu một trận. Trong giai đoạn trước mùa, Bulls đã nhường Lucas cho Toronto Raptors, Brewer cho New York Knicks, Korver cho Atlanta Hawks, Watson cho Brooklyn Nets và Aşık cho Houston Rockets, nhưng đã mang về Kirk Hinrich. Ngoài ra, họ đã bổ sung Marco Belinelli, Vladimir Radmanovic, Nazr Mohammed và Nate Robinson vào danh sách đôj.
Rose đã bỏ lỡ toàn bộ mùa giải 2012–13, nhưng bất chấp sự vắng mặt của anh ấy, Bulls đã kết thúc với hệ số 45–37, xếp thứ hai tại Central Division (sau Indiana Pacers) và đứng thứ 5 toàn giải. Họ đánh bại Brooklyn Nets 4–3 (sau khi dẫn trước 3–1) ở vòng đầu tiên của vòng loại trực tiếp và thua Miami Heat 4–1 ở vòng tiếp theo.
Trong mùa giải, Bulls đã bẻ gãy được chuỗi 27 trận thắng ở Miami và 13 trận thắng của New York Knicks, trở thành đội thứ hai trong lịch sử NBA chấm dứt hai chuỗi chiến thắng 13 trận trở lên trong một mùa giải.
Chỉ 10 trận trong mùa giải 2013–14, Derrick Rose đã bị chấn thương rách sụn chêm giữa trong một trận đấu không chính thức. Anh tuyên bố sẽ bỏ lỡ phần còn lại của mùa giải. Vào ngày 7 tháng 1 năm 2014, tiền phong kỳ cựu Luol Deng đã được chuyển đến Cleveland Cavaliers để lấy trung phong Andrew Bynum và một lượt pick. Bynum ngay lập tức bị từ bỏ sau khi giao dịch được thực hiện. Bulls đứng thứ hai tại Central Division với 48 trận thắng, và có được lợi thế sân nhà ở vòng đầu tiên. Tuy nhiên, do thiếu một cầu thủ tấn công mạnh mẽ, họ đã không thể thắng một trận sân nhà nào trong loạt trận playoff và để thua Washington Wizards trong năm trận.
Trong kỳ draft NBA năm 2014, Bulls đã đổi lượt chọn thứ 16 và 19 cho Doug McDermott, cựu ngôi sao Creighton và cầu thủ ghi điểm nhiều thứ 5 trong lịch sử NCAA, người được chọn với lượt chọn thứ 11, và ở vòng thứ hai, Cameron Bairstow đã giành được lượt chọn thứ 49. Ngoài mùa giải đó, họ ký hợp đồng với Pau Gasol, ký hợp đồng lại với Kirk Hinrich và đưa về Eurostar Nikola Miroti - người đã được mua lại thông qua giao dịch trong ngày draft năm 2011, nhưng không thể đến sớm hơn do hạn chế về thu nhập.

#### 2014–2015: Derrick Rose khỏe mạnh trở lại
Sự trở lại sau chấn thương lần thứ hai của Derrick Rose đã mang đến cho Bulls và người hâm mộ sự lạc quan cho mùa giải 2014–15. Với ngườu từng 2 lần vô địch NBA Pau Gasol cùng hàng duự bị có chiều sâu bao gồm Taj Gibson, Nikola Mirotić, Tony Snell, Aaron Brooks, Doug McDermott, Kirk Hinrich,..., Bulls là một trong hai đội được yêu thích nhất đến từ miền Đông cùng với Cleveland Cavaliers. Bulls đã khởi đầu mùa giải đầy phong độ với chiến thắng đậm trước New York Knicks, và sau đó thắng 7 trong số 9 trận đầu tiên (những trận thua là trước Cleveland Cavaliers và Boston Celtics). Sự xuất hiện của Jimmy Butler với tư cách là cầu thủ ghi bàn chính cho Bulls là một bất ngờ lớn và anh đã vươn lên dẫn đầu cuộc đua giành giải thưởng "Cầu thủ  tiến bộ nhất trong năm". Nhũng chỉ số thống kê tăng vọt của Butler được nhiều người ghi nhận là vĩ đại bậc nhất trong lịch sử NBA, từ chỉ ghi 13 điểm mỗi trận trong năm 2013–14 đến ghi 20 điểm mỗi trận trong năm 2014–15. Pau Gasol được coi là tài sản khổng lồ của Bulls và đạt chỉ số double-double trong cả mùa giải. Cả Butler và Gasol đều trở thành đội All-Star của đại diện miền Đông.
Tuy vậy, nửa sau mùa giải của Bulls đã trở nên tồi tệ bởi sự mâu thuẫn và thất vọng với việc Derrick Rose và đội bóng bị mâu thuẫn. Căng thẳng giữa ban lãnh đạo và Tom Thibodeau tiếp tục là một đám mây đen bao trùm đội bóng. Bulls kết thúc với thành tích 50–32 và là hạt giống thứ 3 của miền Đông. Họ đối mặt với Milwaukee Bucks ở vòng đầu tiên, và tận dụng lợi thế trước một Bucks trẻ và non kinh nghiệm bằng cách vượt lên dẫn trước 3–0 nhanh chóng. Tuy nhiên, sự mâu thuẫn và không cùng hướng đi lại một lần nữa cản trở Bulls khi Bucks thắng hai trận tiếp theo, khiến Chicago phải e sợ. Tuy nhiên, Bulls đã trở lại với cơn thịnh nộ trong Game 6, khi đánh bại Bucks bằng kỷ lục playoff với 54 điểm thắng và kết thúc loại trận với tỷ số loạt trận 4–2. Vòng tiếp theo chứng kiến Bulls đối mặt với đối thủ không đội trời chung Cleveland Cavaliers, và kẻ thù lớn nhất của họ, LeBron James, người đã đánh bại Bulls trong cả ba lần gặp nhau playoff trước đó. Bulls đã gây sốc cho Cavs trong ván 1 khi thống trị game đấu và không cho Cavs một cơ hội nào. Cavs đã trả lời lại trong Game 2 theo cùng một kịch bản tương tự. Trong trận đấu quan trọng thứ 3 ở Chicago, Bulls và Cavs đã chiến đấu kiên cường trong suốt quãng thời gian, nhưng Bulls đã thắng thế nhờ cú buzzer-beater 3 điểm ở giây cuối cùng của Derrick Rose. Trong ván 4, Cavaliers lại trả lời một lần nữa, với việc LeBron James thực hiện cú dunk như búa bổ để giành chiến thắng trong game. Bulls với sự thiếu nhất quán và lối chơi tấn công kém cỏi đã khiến họ một lần nữa bị loại khi Cavaliers thắng hai trận tiếp theo một cách dễ dàng và khép lại loạt trận 4–2. Sau loạt trận, đồn đoán nổ ra về công việc của Tom Thibodeau do mối thù giữa Thibodeau và các giám đốc của Bulls là Gar Forman và John Paxson ngày càng leo thang.

#### 2015–2016: Thay đổi cách tiếp cận

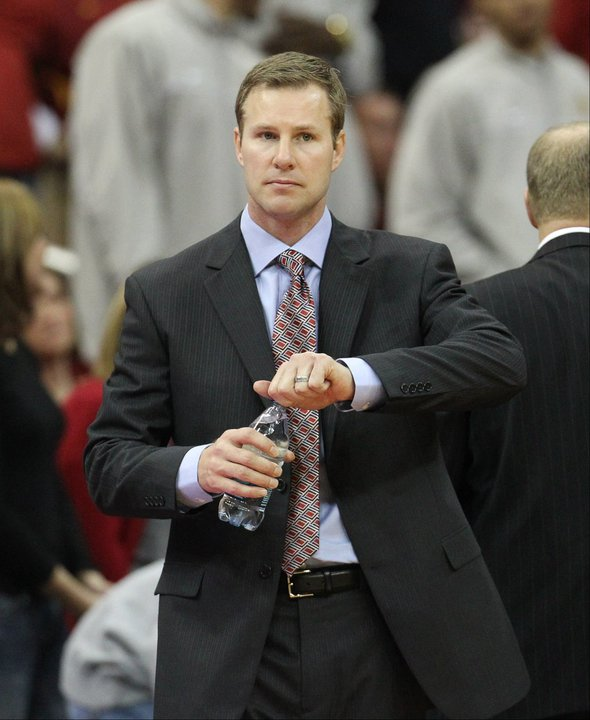
Fred Hoiberg là HLV trưởng thứ 22 trong lịch sử của đội bóng.

Vào ngày 28 tháng 5 năm 2015, Bulls sa thải Tom Thibodeau để tìm kiếm một "sự thay đổi trong cách tiếp cận". Bulls đã bổ nhiệm Fred Hoiberg làm huấn luyện viên trưởng của họ vào ngày 2 tháng 6 năm 2015. Bulls chỉ có 1 lượt pick draft NBA năm 2015, và đã chọn trung phong Bobby Portis từ Đại học Arkansas. Tiền phong của Bulls Mike Dunleavy Jr đã bị chấn thương lưng và bỏ lỡ ít nhất bốn tháng đầu tiên của mùa giải. Với việc Dunleavy nghỉ vô thời hạn, Bulls đã thăng Doug McDermott vào đội hình xuất phát ở vị trí tiền phong hàng ngoài. Trước khi mùa giải bắt đầu, huấn luyện viên Fred Hoiberg đã có một động thái cực kỳ gây tranh cãi khi đưa Nikola Mirotić vào sân từ đầu để chơi cặp với trung phong Pau Gasol, có nghĩa là Joakim Noah, một cựu binh Bulls lâu năm và được người hâm mộ yêu thích sẽ chỉ vào sân từ băng ghế dự bị. Hoiberg nói với giới truyền thông rằng việc di chuyển là do chính Noah đề xuất nhưng Noah phủ nhận đã đưa ra bất kỳ đề nghị nào với Hoiberg, điều này làm dấy lên sự ngờ vực giữa hai người trước khi mùa giải bắt đầu.
Bulls đã bắt đầu mùa giải 2015–16 một cách thuận lợi với chiến thắng ấn tượng mở đầu mùa giải 97–95 trước các đương kim vô địch miền Đông Cleveland Cavaliers và có hệ số trận thắng khá tốt 8–3 trong tháng đầu tiên. Sau đó là chuỗi 10-9 trong tháng 11 và tháng 12. Bulls sau đó tiếp tục trở lại và thắng sáu trận liên tiếp. Tuy nhiên ngay sau đó, họ thua 12 trong số 17 trận tiếp theo và Butler vắng mặt 4 tuần sau chấn thương đầu gối. Bulls đã bị loại khỏi vòng playoff sau trận thua trước Miami Heat vào ngày 7 tháng 4 năm 2016, mặc dù kết thúc mùa giải với thành tích thắng 42–40. Đây là lần đầu tiên sau 8 năm Bulls bỏ lỡ vòng loại trực tiếp.

#### 2016–2017: Derrick Rose ra đi
Vào ngày 22 tháng 6 năm 2016, Derrick Rose và Justin Holiday, cùng với lượt chọn vòng hai NBA draft năm 2017, đã được chuyển đến New York Knicks để lấy trung phong Robin Lopez, và những hậu vệ Jerian Grant và José Calderón, người đã sớm được chuyển sang Los Angeles Lakers. Vào ngày 7 tháng 7, Bulls đã thông báo về việc ký hợp đồng với người thay thế Rose, hậu vệ dẫn bóng Rajon Rondo. Vào ngày 15 tháng 7, Bulls đã ký hợp đồng với Dwyane Wade, người gốc Chicago. Vào ngày 17 tháng 10 năm 2016, Bulls đã có được Tân binh của năm 2014 Michael Carter-Williams khi đổi Tony Snell.
Vào ngày 23 tháng 2 năm 2017, Taj Gibson và Doug McDermott, cùng với lựa chọn dự thảo vòng hai năm 2018, đã được trao đổi cho Oklahoma City Thunder để nhận về hậu vệ dẫn bóng Cameron Payne, hậu vệ ghi điểm Anthony Morrow, và tiền phong / trung phong Joffrey Lauvergne. Bulls đã đạt được hạt giống thứ tám trong NBA Playoffs 2017 sau khi thắng bảy trong số mười trận cuối cùng của họ và kết thúc mùa giải với thành tích 41–41. Đội đã vượt lên dẫn trước 2–0 trước đội hạt giống hàng đầu Boston Celtics ở vòng đầu tiên của vòng loại trực tiếp, nhưng cuối cùng thua loạt sau khi thua bốn trận tiếp theo.

### 2017– Hiện tại: Tái thiết
Vào ngày 22 tháng 6 năm 2017, Jimmy Butler, cùng với lượt chọn vòng một kỳ draft năm 2017 của Chicago, đã được trao đổi cho Minnesota Timberwolves để lấy Zach LaVine, Kris Dunn và lượt pick vòng 1 draft 2017 của Minnesota, mà Bulls đã sử dụng để chọn Lauri Markkanen. Ngoài ra, vào ngày 27 tháng 6, Bulls đã không đưa ra lời đề nghị mới cho Michael Carter-Williams, cho phép anh trở thành cầu thủ tự do. Vào ngày 30 tháng 6, Rajon Rondo và Isaiah Canaan đã được miễn thi đấu. Vào ngày 10 tháng 7 năm 2017, Justin Holiday trở lại Bulls ký hợp đồng 2 năm trị giá 9 triệu đô la. Vào ngày 24 tháng 9 năm 2017, Dwyane Wade và Bulls được cho là đã đồng ý mua lại một năm còn lại trong hợp đồng của anh ấy. Adrian Wojnarowski cho biết rằng Wade đã trả lại 8 triệu đô la trong hợp đồng trị giá 23,2 triệu đô la của anh ấy như một phần của thỏa thuận.
Vào ngày 17 tháng 10 năm 2017, một cuộc ẩu đả đã diễn ra trong lúc tập luyện giữa Bobby Portis và Nikola Mirotić. Mirotić bị chấn động và gãy hai xương ở mặt. Portis đã bị treo giò tám trận, và Mirotić đã bỏ lỡ 23 trận để bắt đầu mùa giải thường niên. Vào ngày 1 tháng 2 năm 2018, Bulls đã trao đổi Mirotić và một lựa chọn draft vòng thứ hai cho New Orleans Pelicans để lấy một lựa chọn draft vòng đầu tiên và Ömer Aşık, Tony Allen và Jameer Nelson. Bulls kết thúc mùa giải với thành tích 27–55.
Vào ngày 21 tháng 6 năm 2018, Bulls đã chọn Wendell Carter Jr. với lượt chọn thứ bảy, và với lượt chọn thứ 22 thông qua trao đổi với New Orleans Pelicans, đã chọn Chandler Hutchison. Vào ngày 8 tháng 7, Bulls khớp với một lời đề nghị mà Zach LaVine nhận được từ Sacramento Kings cho một hợp đồng bốn năm, trị giá 78 triệu đô la. Vào ngày 14 tháng 7, đội đã ký hợp đồng với Jabari Parker trong hai năm, trị giá 40 triệu đô la. Một phần trong thỏa thuận của Parker đã cho Bulls được đội trong năm thứ hai. Vào ngày 3 tháng 12, Bulls đã sa thải huấn luyện viên trưởng Hoiberg sau khi đội bắt đầu mùa giải 2018–19 với hệ số tệ 5–19 và thăng chức trợ lý Jim Boylen làm huấn luyện viên trưởng. Vào ngày 3 tháng 1 năm 2019, Bulls đã trao đổi Justin Holiday cho Memphis Grizzlies để đổi lấy MarShon Brooks, Wayne Selden Jr. và các lựa chọn draft vòng hai năm 2019 và 2020. MarShon Brooks và Cameron Payne được thanh lý. Vào ngày 6 tháng 2, đội đã trao đổi Bobby Portis, Jabari Parker và một lựa chọn dự thảo vòng hai năm 2023 cho Washington Wizards để đổi lấy Otto Porter. Sau một mùa giải đầy chấn thương, thay đổi huấn luyện và gtrao đổi, Bulls đã kết thúc với thành tích 22–60 bỏ lỡ trận playoff trong năm thứ hai liên tiếp.
Vào ngày 20 tháng 6 năm 2019, Bulls đã chọn Coby White ở lượt chọn draft thứ bảy và Daniel Gafford với lượt chọn thứ 38 trong vòng thứ hai. Trong suốt mùa giải, đội đã ký hợp đồng với các cựu binh Tomas Satoransky và Thaddeus Young. Vào tháng 3 năm 2020, giải đấu bị đình trệ sau khi Rudy Gobert có kết quả xét nghiệm dương tính với COVID-19. Vào tháng 4 năm 2020, Bulls sa thải giám đốc lâu năm Gar Forman, giao cho John Paxson vai trò cố vấn cấp cao và thuê Artūras Karnišovas làm phó chủ tịch điều hành hoạt động bóng rổ. Vào tháng 5 năm 2020, Bulls đã thuê Marc Eversley làm giám đốc. Vào ngày 4 tháng 6 năm 2020, mùa giải của Bulls chính thức kết thúc khi Hội đồng thống đốc NBA thông qua kế hoạch đưa 22 đội bóng trở lại để kết thúc mùa giải tại Bong Bóng NBA. Bulls kết thúc với thành tích 22–43. Huấn luyện viên trưởng Jim Boylen bị sa thải vào ngày 14 tháng 8 năm 2020.
Vào ngày 22 tháng 9 năm 2020, Bulls đã thuê Billy Donovan làm huấn luyện viên trưởng, người đã từng làm việc cho Oklahoma City Thunder.

## Truyền thống

### Giới thiệu đội hình xuất phát
Trong quãng thời gian thống trị của Bulls, lời giới thiệu về cầu thủ đã trở nên nổi tiếng thế giới. Phát thanh viên lâu năm Tommy Edwards là người đầu tiên sử dụng "Sirius", "On The Run" và các bài hát khác trong phần giới thiệu trò chơi ở NBA. Khi Edwards chuyển đến Boston để làm việc cho CBS Radio, anh ấy được thay thế bởi Ray Clay vào năm 1990, và Clay tiếp tục nhiều khía cạnh truyền thống của phần giới thiệu Bulls, bao gồm cả âm nhạc, "Sirius" của  The Alan Parsons Project, cho tất cả sáu chức vô địch. Đèn đầu tiên sẽ bị mờ đi trong phần giới thiệu đội khách, đi kèm với "The Imperial March" trong Star Wars do John Williams sáng tác hoặc "On the Run" của Pink Floyd, hoặc "Tick of the Clock" của Chromatics. Hầu như tất cả các đèn trong sân vận động sau đó được tắt để giới thiệu Bulls, và đèn chiếu sáng từng cầu thủ khi anh ta được giới thiệu và chạy vào sân; sự chú ý cũng tập trung vào logo Bulls trước khi giới thiệu. Kể từ khi chuyển đến Trung tâm United, tia laser và pháo hoa đã được thêm vào và với những cải tiến cho màn hình video White Way của nhà thi đấu, đồ họa máy tính trên màn hình sân vận động đã được thêm vào. Những đồ họa này mô tả bộ phim hoạt hình 3D 'Running of the Bulls' trên đường đến Trung tâm United, trên đường đi đánh một chiếc xe buýt có logo của đội đối phương. Thật trùng hợp, Alan Parsons đã viết "Sirius" cho ban nhạc của riêng mình và là kỹ sư âm thanh cho "On the Run" từ album The Dark Side of the Moon của Pink Floyd.
Theo truyền thống, các cầu thủ được giới thiệu theo thứ tự sau: tiền phong hàng ngoài, tiền phong hàng trong, trung phong, hậu vệ dẫn bóng, hậu vệ ghi điểm. Trong kỷ nguyên vô địch, Scottie Pippen thường là cầu thủ Bulls đầu tiên (hoặc thứ hai sau Horace Grant) được giới thiệu, và Michael Jordan là người cuối cùng. (Pippen và Jordan là những cầu thủ duy nhất chơi ở tất cả sáu đội hình vô địch Bulls.) Gần đây hơn với sự xuất hiện của Derrick Rose, các vệ binh đã được đảo ngược thứ tự, khiến hậu vệ dẫn bóng người Chicago là cầu thủ cuối cùng được giới thiệu. Mặc dù những tranh chấp nội bộ cuối cùng đã dẫn đến việc sa thải Clay, Bulls vào năm 2006 đã công bố sự trở lại của Tommy Edwards với tư cách là phát thanh viên.
Là một phần trong sự trở lại của Edwards, phần giới thiệu đã thay đổi khi phần giới thiệu mới được phát triển bởi Lily và Lana Wachowski, Ethan Stoller và Jamie Poindexter, tất cả đều đến từ Chicago. Phần giới thiệu cũng bao gồm một bản phối mới được sáng tác theo chủ đề Sirius truyền thống.

### Giày đen và tất đen
Bulls có truyền thống không chính thức là đi giày đen (bất kể là sân nhà hay sân khách) trong vòng loại trực tiếp, bắt đầu từ năm 1989. Trung phong dự bị của Bulls, Brad Sellers đề nghị đi giày đen như một cách để thể hiện sự đoàn kết trong đội. Ở vòng loại trực tiếp năm 1996, họ là đội đầu tiên đi tất đen với giày đen. Đại học Michigan và Fab Five cũng đã bắt đầu xu thế này ở trường đại học vào đầu thập kỷ. Kể từ đó, nhiều đội đã làm theo trong cả mùa giải thường niên và vòng loại trực tiếp.
Mặc dù Bulls thường mang giày đen trong các trận playoffs kể từ năm 1989, vẫn có một số ngoại lệ đáng chú ý. Trong trận playoffs năm 1995 với Magic, khi Michael Jordan ra mắt giày Air Jordan XI của mình, anh ấy đã mang giày trắng trong các trận playoff của Bulls ở Orlando. Anh ấy đã bị Bulls phạt vì không tuân thủ chính sách đồng màu. Trong vòng loại trực tiếp năm 2009, Bulls một lần nữa phá vỡ truyền thống khi tất cả các cầu thủ của họ đi giày trắng và tất trắng trong trận 3 của vòng đầu tiên với Boston Celtics. Gần đây hơn, kể từ khi NBA nới lỏng các quy tắc về màu sắc giày thể thao, một số cầu thủ Bulls đã đi giày thể thao màu đỏ hoặc trắng bất chấp truyền thống.

## Tên, logo, đồng phục

### Tên
Dick Klein muốn một cái tên nhắc đến ngành công nghiệp thịt đóng hộp truyền thống của Chicago (tương tự như thương hiệu Packers trước đó). Klein đã cân nhắc những cái tên như Matadors hay Toreadors, nhưng rồi bác bỏ với suy nghĩ: "Không có đội nào đạt được nhiều thành tích trước giờ mà trong tên có đến 3 âm tiết trong biệt danh, ngoại trừ [Montreal Canadaiens]." Sau khi trao đổi về việc đặt tên với gia đình, Klein quyết định chọn Bulls khi con trai Mark nói, "Bố, đó là một bầy bò tót!" (Dad, that's a bunch of bull!)

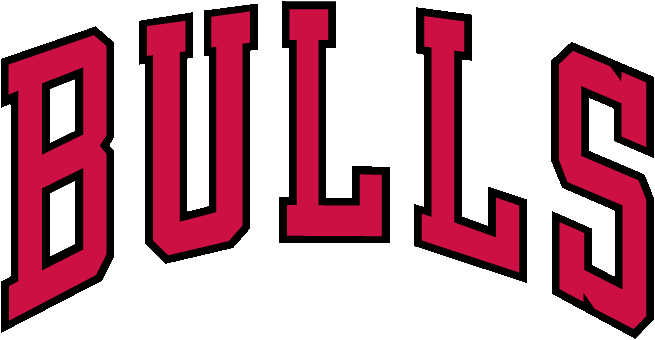
Chicago Bulls wordmark (1966–hiện tại)

### Logo
The Bulls are unique in the fact they have used the same logo with very little change since the team's inception. The iconic logo is a red, charging bull's face. The logo was designed by noted American graphic designer Dean P. Wessel and was adopted in 1966. At one point, the Bulls also had an alternate logo during the early 1970s, featuring the same Bulls logo, but with a cloud that says "Windy City" below the bull's nose.
Bulls là đội bóng hiếm hoi sử dụng 1 logo duy nhất với rất ít thay đổi kể từ khi thành lập đội. Biểu trưng mang tính biểu tượng là mặt con bò đực màu đỏ. Logo được thiết kế bởi designer nổi tiếng người Mỹ Dean P. Wessel và được duyệt vào năm 1966. Thực ra vào đầu những năm 70, Bulls cũng có một logo thay thế, có nét giống logo Bulls, nhưng với một đám mây với dòng chữ "Windy City "bên dưới mũi của con bò đực

### Đồng phục

#### 1966–73
Bulls hiện tại đang có ba bộ đồng phục: đồng phục trắng, đồng phục đỏ và đồng phục thay thế màu đen. Đồng phục ban đầu có nét gần gũi Bulls mặc ngày nay, có viên kim cương mang tính biểu tượng bao quanh logo Bulls trên quần đùi và chữ cái kiểu khối. Điều phân biệt những bộ đồng phục nguyên bản là đổ bóng màu đen, sọc bên màu đỏ hoặc trắng với viền đen, và chữ trắng trên bộ đồng phục màu đỏ. Trong mùa giải 1969–70, đồng phục màu đỏ đã được chỉnh sửa để có cả tên thành phố.

#### 1973–85
Trong mùa giải 1973–74, Bulls đã thay đổi đáng kể trang phục của mình, loại bỏ các sọc bên và đổ bóng trong khi di chuyển các số áo từ phía trước sang ngực trái. Trong khi đồng phục màu trắng cũng thay đổi wordmark "Bulls" từ kiểu sắp xếp hình vòm theo chiều dọc sang dạng vòm hướng tâm, thì đồng phục màu đỏ có một sự thay đổi đáng kể hơn, có chữ đen và wordmark "Chicago". Với một vài chỉnh sửa về chữ, những bộ đồng phục này đã được sử dụng cho đến năm 1985.
Bộ đồng phục này sau đó đã được hồi sinh như một bộ đồng phục "throwback" trong các mùa giải 2003–04 và 2015–16.

#### 1985– Hiện tại
Bắt đầu từ mùa giải 1985–86, Bulls đã cập nhật đồng phục của họ. Trong số những thay đổi, đáng chú ý hơn về diện mạo là các số áo được căn giữa và wordmark "Bulls" được uốn cong theo chiều dọc trong cả đồng phục màu đỏ và trắng. Giống như bộ trước đó, bộ đồng phục này có một số chỉnh sửa đặc biệt trong tên của cầu thủ.
Khi Nike trở thành nhà cung cấp đồng phục của NBA vào năm 2017, Bulls vẫn giữ nguyên kiểu dáng tương tự để tiết kiệm phần vai bị cắt ngắn và thêm bốn ngôi sao Chicago trên vòng eo. Với việc Nike và NBA loại bỏ các chỉ định trên đồng phục sân nhà và sân khách, Bulls cũng thông báo rằng đồng phục "Icon" màu đỏ sẽ trở thành đồng phục sân nhà và đồng phục "Association" màu trắng sẽ trở thành đồng phục sân khách của họ.

#### Đồng phục đen thay thế
Trong mùa giải 1995–96, Bulls đã bổ sungthêm một bộ đồng phục màu đen. Diện mạo ban đầu nổi bật với những đường kẻ sọc màu đỏ và thiếu những viên kim cương cổ điển trên quần short. Bộ quần áo này đã được hồi sinh dưới dạng đồng phục "throwback" trong các mùa giải 2007–08 và 2012–13.
Từ mùa giải 1997–98 đến 2005–06, Bulls mặc đồng phục màu đen được sửa đổi một chút bằng cách loại bỏ họa tiết sọc. Bộ áo đấu này, với một vài thay đổi nhỏ trong mẫu, cũng đánh dấu sự trở lại của tên thành phố phía trước bộ đồng phục trong mùa giải 1999–2000.
Mùa giải 2006–07 chứng kiến một sự thay đổi khác trong bộ đồng phục màu đen của Bulls, giờ giống bộ đồng phục màu đỏ và trắng với việc bổ sung một viên kim cương đỏ trên quần đùi. Đối với mùa giải 2014–15, đồng phục đã được chỉnh sửa một chút để bao gồm tay áo và cách xử lý kim cương hiện đại với màu đen với các đường viền đỏ và trắng.
Kể từ mùa giải 2017–18, đồng phục đen của Bulls hầu như không bị ảnh hưởng cho việc chuyển đổi nói trên sang biểu tượng Nike mới đã ảnh hưởng đến việc xử lý đối với đường ống vai. Nike cũng đặt tên cho đồng phục này là đồng phục "Statement" liên quan đến áo đấu thứ ba của hãng. Bulls bắt đầu mặc đồng phục Statement sau Lễ Tạ ơn và hiện được sử dụng trong các trận đấu trên sân khách với các đội mặc đồng phục màu trắng, xám / bạc hoặc kem.
Mùa giải 2019–20 đánh dấu sự trở lại của các họa tiết sọc đối với đồng phục "Statement" của Bulls, mặc dù có màu xám đậm. Ngoài ra, việc xử lý kim cương trở lại màu đỏ, đường ống được tinh chỉnh và bốn ngôi sao sáu điểm được làm nổi bật trên dây đai. Bulls mặc đồng phục "Statement" này trong một số trận đấu trên sân nhà và các trận đấu trên sân khách với các đội mặc đồng phục màu trắng, kem hoặc bạc.

#### Những bộ đồng phục khác
Trong mùa giải 2005–06, Bulls đã vinh danh đội bóng đã giải thể Chicago Stags bằng cách mặc đồng phục màu đỏ và xanh lam.
Từ năm 2006 đến năm 2017, Bulls mặc một phiên bản màu xanh lá cây của đồng phục màu đỏ trong tuần lễ của Ngày Thánh Patrick vào tháng Ba. Các yếu tố màu đỏ duy nhất có thể nhìn thấy là trên logo của đội. Năm 2015, Bulls đã mang các phiên bản ống tay sleeve của đồng phục màu xanh lá cây có chữ trắng với viền vàng và đen, wordmark "Chicago" thay thế "Bulls" ở phía trước. Năm 2016 và 2017, họ mặc đồng phục giống vậy trừ phần tay áo.
Từ năm 2009 đến năm 2017, Bulls mặc một biến thể của đồng phục màu đỏ của họ trong lễ hội "Noche Latina" của NBA vào tháng 3 hàng năm. Thay đổi đáng chú ý duy nhất trong bộ đồng phục này là dòng chữ "Los Bulls" ở phía trước. Đối với năm 2014, Bulls chuyển sang sử dụng đồng phục tay màu đen có hình "Los Bulls" màu trắng với đường viền màu đỏ.
Trong các lễ kỷ niệm "Tuần lễ xanh" của NBA, Bulls cũng mặc đồng phục màu xanh lá cây, nhưng với màu đậm hơn một chút so với Ngày Thánh Patrick. Họ sử dụng đồng phục thay thế màu đen.
Bulls cũng mặc đồng phục Giáng sinh phiên bản đặc biệt trong Ngày Giáng sinh của NBA:
- 2012: Đồng phục màu đỏ đơn sắc với chữ màu đỏ viền đen.
- 2013: Đồng phục màu đỏ có sleeve với biểu tượng Bulls màu bạc.
- 2014: Phiên bản sửa đổi của bộ đồng phục màu đỏ có biểu tượng Bulls phía trước và bảng tên màu trắng tương phản của tên cầu thủ.
- 2015: Đồng phục màu đỏ với các chữ viết trang trí công phu bằng kem.
- 2016: Đồng phục màu đỏ đơn sắc với chữ viết trang trí công phu màu đen.

Từ năm 2015 đến năm 2017, Bulls mặc đồng phục có tay màu xám "Pride", có tên đội và các chữ cái khác màu đỏ với viền trắng. Chiếc quần short có một phiên bản hiện đại hơn của viên kim cương, cùng với bốn ngôi sao sáu cánh ở hai bên.
Trong mùa giải 2017–18, Bulls mặc đồng phục "City" đặc biệt do Nike thiết kế. Đồng phục, được thiết kế để bày tỏ lòng tôn kính với lá cờ của Chicago, có màu trắng, có chữ "Chicago" cổ điển và các con số màu đỏ với viền màu xanh nhạt cùng với bốn ngôi sao sáu cánh ở mỗi bên.
Đồng phục "City" 2018–19 của Bulls một lần nữa được lấy cảm hứng từ cờ của Chicago, với phần đế màu đen và một phần của lá cờ có bốn ngôi sao sáu điểm màu đỏ và hai sọc màu xanh bột ở phía trước.
Đồng phục "City" của Bulls cho năm 2019–20 tiếp tục chủ đề cờ, có phần đế màu xanh lam nhạt và biểu tượng Bulls được đổi màu ở phía trước. Đồng phục có màu xanh chủ đạo cũng được lấy cảm hứng từ vùng nước của Hồ Michigan và sông Chicago.
Đối với mùa giải 2020–21, đồng phục "City" của Bulls có các yếu tố của hình ảnh và kiến trúc Art Deco của Chicago, nổi bật với phần đế màu xám đậm, chữ vàng và các điểm nhấn màu đỏ.

## Mascots

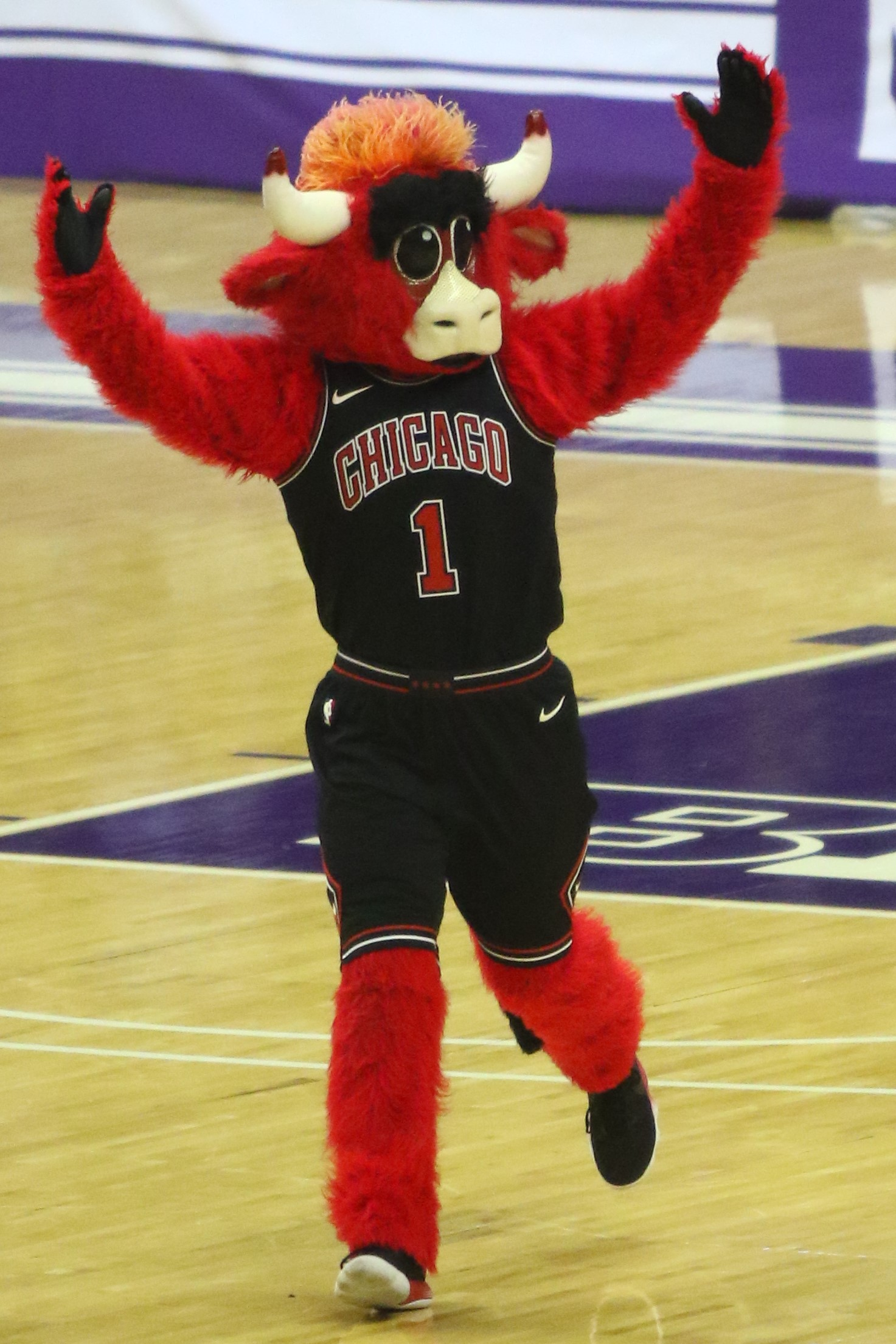
Benny the Bull in February 2018

Benny the Bull là linh vật chính của Chicago Bulls. Benny được giới thiệu lần đầu tiên vào năm 1969. Benny là một chú bò tót đỏ mang số 1. Benny là một trong những linh vật lâu đời nhất và được biết đến nhiều nhất trong tất cả các môn thể thao chuyên nghiệp. Bulls cũng có một linh vật khác tên là Da Bull. Được giới thiệu vào năm 1995, Da Bull được mô tả trên trang web của đội như là anh em họ của Benny, được biết đến với kỹ năng nhảy của mình. Người đàn ông đóng vai Da Bull đã bị bắt vào năm 2004 vì tàng trữ và bán cần sa. Da Bull đã phải giải nghệ ngay sau vụ việc. Trong khi Benny có thiết kế thân thiện với gia đình, Da Bull được thiết kế như một con bò đực giống thực tế hơn. Không giống như Benny, Da Bull có màu nâu. Anh ấy cũng có một biểu cảm khuôn mặt yếu ớt và mặc áo số 95.

## Cơ sở đào tạo
Hội trường Alumi trong khuôn viên Lincoln Park của Đại học DePaul là cơ sở tập luyện của Bulls trong những năm 1960 và 1970.
Năm 1992, đội bắt đầu tập luyện tại Trung tâm Berto, nằm ở Deerfield, Illinois.
Vào ngày 13 tháng 6 năm 2012, đội bóng thông báo rằng họ sẽ chuyển cơ sở luyện tập của mình đến một địa điểm trung tâm thành phố cạnh Trung tâm United để giảm bớt các chuyến đi lại trong ngày thi đấu. Vào ngày 12 tháng 9 năm 2014, Bulls chính thức khai trương cơ sở đào tạo mới của họ, Advocate Center, bên cạnh Trung tâm United.

## Sân nhà
| Sân nhà                    |               |
| Sân nhà                    | Thời hạn      |
| International Amphitheatre | 1966–1967     |
| Chicago Stadium            | 1967–1994     |
| Trung tâm United           | 1994–hiện tại |

## Cầu thủ

### Những lựa chọn draft được giữ lại
Bulls giữ quyền draft đối với các lựa chọn draft chưa ký sau đây, những người đang chơi bên ngoài NBA. Một cầu thủ được draft, hoặc là một cầu thủ quốc tế hoặc một cầu thủ đại học không được ký bởi đội đã draft anh ta, được phép ký với bất kỳ đội nào không thuộc NBA. Trong trường hợp này, đội giữ quyền draft của cầu thủ tại NBA cho đến một năm sau khi hợp đồng của cầu thủ với đội không thuộc NBA kết thúc. Danh sách này bao gồm các quyền draft có được từ các giao dịch với các đội khác.
| Draft | Vòng | Pick | Tên cầu thủ     | Vị trí | Quốc tích     | Đội hiện tại    | Ghi chú                                          | Ref    |
| ----- | ---- | ---- | --------------- | ------ | ------------- | --------------- | ------------------------------------------------ | ------ |
| 2020  | 2    | 44   | Marko Simonović | C      | Montenegro    | Mega Soccerbet  |                                                  | [ 11 ] |
| 2011  | 2    | 51   | Jon Diebler     | G      | United States | Hapoel Tel Aviv | Acquired from the Houston Rockets (via Portland) | [ 12 ] |

Số điểm ghi được (mùa giải thường niên) (tính đến khi kết thúc mùa giải 2019-20)
- 1. Michael Jordan (29,277)
- 2. Scottie Pippen (15,123)
- 3. Bob Love (12,623)
- 4. Luol Deng (10,286)
- 5. Jerry Sloan (10,233)
- 6. Chet Walker (9,788)
- 7. Artis Gilmore (9,288)
- 8. Kirk Hinrich (8,536)
- 9. Reggie Theus (8,279)
- 10. Derrick Rose (8,001)

- 11. Ben Gordon (7,372)
- 12. Horace Grant (6,866)
- 13. Norm Van Lier (6,505)
- 14. Jimmy Butler (6,208)
- 15. Toni Kukoč (6,148)
- 16. Orlando Woolridge (6,146)
- 17. Dave Greenwood (5,824)
- 18. B. J. Armstrong (5,553)
- 19. Mickey Johnson (5,531)
- 20. Dave Corzine (5,457)

- 21. Joakim Noah (5,325)
- 22. Taj Gibson (5,280)
- 23. John Paxson (4,932)
- 24. Bob Boozer (4,807)
- 25. Tom Boerwinkle (4,596)
- 26. Quintin Dailey (4,473)
- 27. Bob Weiss (4,445)
- 28. Carlos Boozer (4,347)
- 29. Andres Nocioni (4,120)
- 30. Clem Haskins (3,703)

- 31. Bill Cartwright (3,638)
- 32. Wilbur Holland (3,568)
- 33. Zach LaVine (3,423)
- 34. Eddy Curry (3,414)
- 35. Charles Oakley (3,162)
- 36. Elton Brand (3,117)
- 37. Steve Kerr (3,109)
- 38. Ricky Sobers (3,059)
- 39. Scott May (3,048)
- 40. Nikola Mirotic (2,774)

- 41. Ron Harper (2,760)
- 42. Lauri Markkanen (2,744)
- 43. Jalen Rose (2,742)
- 44. Jamal Crawford (2,737)
- 45. Jim Washington (2,736)
- 46. Pau Gasol (2,633)
- 47. Marcus Fizer (2,426)
- 48. Tyson Chandler (2,397)
- 49. John Mengelt (2,386)
- 50. Luc Longley (2,326)

Các thống kê khác (mùa giải thường niên) (tính đến khi kết thúc mùa giải 2019-20)
| Số phút thi đấu nhiều nhất | Số phút thi đấu nhiều nhất |
| Cầu thủ                    | Số phút                    |
| -------------------------- | -------------------------- |
| Michael Jordan             | 35,887                     |
| Scottie Pippen             | 30,269                     |
| Jerry Sloan                | 24,798                     |
| Kirk Hinrich               | 23,545                     |
| Luol Deng                  | 22,882                     |
| Bob Love                   | 22,073                     |
| Norm Van Lier              | 19,122                     |
| Horace Grant               | 18,204                     |
| Joakim Noah                | 16,848                     |
| Artis Gilmore              | 16,777                     |

| Số rebound nhiều nhất | Số rebound nhiều nhất |
| Cầu thủ               | Rebounds              |
| --------------------- | --------------------- |
| Michael Jordan        | 5,836                 |
| Tom Boerwinkle        | 5,745                 |
| Scottie Pippen        | 5,726                 |
| Joakim Noah           | 5,387                 |
| Jerry Sloan           | 5,385                 |
| Artis Gilmore         | 5,342                 |
| Horace Grant          | 4,721                 |
| Dave Greenwood        | 4,222                 |
| Luol Deng             | 4,078                 |
| Bob Love              | 3,998                 |

| Kiến tạo nhiều nhất | Kiến tạo nhiều nhất |
| Cầu thủ             | Kiến tạo            |
| ------------------- | ------------------- |
| Michael Jordan      | 5,012               |
| Scottie Pippen      | 4,494               |
| Kirk Hinrich        | 3,811               |
| Norm Van Lier       | 3,676               |
| Derrick Rose        | 2,516               |
| Reggie Theus        | 2,472               |
| John Paxson         | 2,394               |
| Bob Weiss           | 2,008               |
| Tom Boerwinkle      | 2,007               |
| Toni Kukoč          | 1,840               |

| Cướp bóng nhiều nhất | Cướp bóng nhiều nhất |
| Cầu thủ              | Cướp bóng            |
| -------------------- | -------------------- |
| Michael Jordan       | 2,306                |
| Scottie Pippen       | 1,792                |
| Kirk Hinrich         | 857                  |
| Norm Van Lier        | 724                  |
| Luol Deng            | 639                  |
| Horace Grant         | 587                  |
| Jimmy Butler         | 583                  |
| Reggie Theus         | 580                  |
| Joakim Noah          | 481                  |
| Toni Kukoč           | 476                  |

| Chắn bóng nhiều nhất | Chắn bóng nhiều nhất |
| Cầu thủ              | Chắn bóng            |
| -------------------- | -------------------- |
| Artis Gilmore        | 1,029                |
| Michael Jordan       | 828                  |
| Joakim Noah          | 803                  |
| Scottie Pippen       | 774                  |
| Taj Gibson           | 695                  |
| Horace Grant         | 579                  |
| Dave Corzine         | 573                  |
| Dave Greenwood       | 526                  |
| Tyson Chandler       | 487                  |
| Luol Deng            | 360                  |

| Ghi 3 điểm nhiều nhất | Ghi 3 điểm nhiều nhất |
| Cầu thủ               | Ném 3                 |
| --------------------- | --------------------- |
| Kirk Hinrich          | 1,049                 |
| Zach LaVine           | 978                   |
| Ben Gordon            | 770                   |
| Scottie Pippen        | 664                   |
| Coby White            | 654                   |
| Michael Jordan        | 555                   |
| Lauri Markkanen       | 493                   |
| Nikola Mirotić        | 432                   |
| Steve Kerr            | 430                   |
| Andrés Nocioni        | 403                   |

## Sảnh Danh Vọng, giải nghệ và vinh danh

### Sảnh Danh Vọng bóng rổ
| Chicago Bulls Hall of Famers | Chicago Bulls Hall of Famers | Chicago Bulls Hall of Famers | Chicago Bulls Hall of Famers | Chicago Bulls Hall of Famers |
| Cầu thủ                      | Cầu thủ                      | Cầu thủ                      | Cầu thủ                      | Cầu thủ                      |
| Số                           | Tên                          | Vị trí                       | Thời gian                    | Vinh danh                    |
| ---------------------------- | ---------------------------- | ---------------------------- | ---------------------------- | ---------------------------- |
| 42                           | Nate Thurmond                | C                            | 1974–1976                    | 1985                         |
| 8                            | George Gervin                | G/F                          | 1985–1986                    | 1996                         |
| 00                           | Robert Parish                | C                            | 1996–1997                    | 2003                         |
| 23                           | Michael Jordan 1             | G                            | 1984–1993 1995–1998          | 2009                         |
| 33                           | Scottie Pippen 2             | F                            | 1987–1998 2003–2004          | 2010                         |
| 53                           | Artis Gilmore                | C                            | 1976–1982 1987               | 2011                         |
| 91                           | Dennis Rodman                | F                            | 1995–1998                    | 2011                         |
| 25                           | Chet Walker                  | F                            | 1969–1975                    | 2012                         |
| 5                            | Guy Rodgers                  | G                            | 1966–1967                    | 2014                         |
| Huấn luyện viên              |                              |                              |                              |                              |
| Tên                          | Tên                          | Vị trí                       | Thời gian                    | Vinh danh                    |
| Phil Jackson 6               | Phil Jackson 6               | Coach                        | 1989–1998                    | 2007                         |
| 4                            | Jerry Sloan 3                | Coach                        | 1979–1982                    | 2009                         |
| Tex Winter                   | Tex Winter                   | Assistant coach              | 1985–1999                    | 2011                         |
| Nhân sự khác                 |                              |                              |                              |                              |
| Tên                          | Tên                          | Vị trí                       | Thời gian                    | Vinh danh                    |
| Jerry Colangelo 4            | Jerry Colangelo 4            | –                            | 1968–1995                    | 2004                         |
| Jerry Reinsdorf              | Jerry Reinsdorf              | Owner                        | 1985–present                 | 2016                         |
| Jerry Krause                 | Jerry Krause                 | General manager              | 1985–2003                    | 2017                         |
| Rod Thorn 5                  | Rod Thorn 5                  | General manager              | 1978–1985                    | 2018                         |

Notes:
- 1 Tổng cộng, Jordan được vinh danh tại Sảnh Danh Vọng 2 lần, với tư cách là cầu thủ và là thành viên của 1992 Olympic team.
- 2 Tổng cộng, Pippen được vinh danh tại Sảnh Danh Vọng 2 lần, với tư cách là cầu thủ và là thành viên của 1992 Olympic team.
- 3 Sloan cũng chơi bóng cho team từ 1966–1976.
- 4 Colangelo làm việc với tư cách là giám đốc marketing, tuyển trạch viên, và trợ lý chủ tịch của đội bóng.[14]
- 5 Thorn cũng là HLV mùa 1981–1982.
- 6 Phil Jackson từng đảm nhiệm vị trí trợ lý HLV từ 1987–1989.

### Sảnh danh vọng FIBA
| Chicago Bulls Hall of Famers | Chicago Bulls Hall of Famers | Chicago Bulls Hall of Famers | Chicago Bulls Hall of Famers | Chicago Bulls Hall of Famers             |
| Players                      | Players                      | Players                      | Players                      | Players                                  |
| No.                          | Name                         | Position                     | Tenure                       | Inducted                                 |
| ---------------------------- | ---------------------------- | ---------------------------- | ---------------------------- | ---------------------------------------- |
| 23/45                        | Michael Jordan               | G                            | 1984–1993 1995–1998          | 2015 & 2017 as member of 1992 Dream Team |
| 33                           | Scottie Pippen               | F                            | 1987–1998                    | 2017 as member of 1992 Dream Team        |
| 7                            | Toni Kukoč                   | F                            | 1993–2000                    | 2017                                     |

### Treo áo và vinh danh
| Chicago Bulls retired numbers and honorees |                |                                    |                                                                             |              |
| No.                                        | Player         | Position/charge                    | Tenure                                                                      | Date retired |
| 4                                          | Jerry Sloan    | G/SF                               | 1966–1976                                                                   | 17/02/1978   |
| 10                                         | Bob Love       | F                                  | 1968–1976                                                                   | 14/01/1994   |
| 23                                         | Michael Jordan | SG                                 | 1984–1993 1995–1998                                                         | 01/11/1994   |
| 33                                         | Scottie Pippen | SF                                 | 1987–1998 2003–2004                                                         | 09/12/2005   |
| —                                          | Phil Jackson   | Coach                              | 1987–1989 (assistant) 1989–1998 (head)                                      | 05/05/1999   |
| —                                          | Johnny Kerr    | Coach Business manager Broadcaster | 1966–1968 (head coach) 1973–1975 (business manager) 1977–2009 (broadcaster) | 10/02/2009   |
| —                                          | Jerry Krause   | General manager                    | 26 tháng 3 năm 1985–7 tháng 4 năm 2003                                      | 31/10/2003   |